# 深圳地铁
深圳地铁是中国广东省深圳市的城市轨道交通系统，目前共有17条线路、398座车站，运营线路总长583.4公里，覆盖深圳市全域共九个市辖行政区。
深圳地铁由深铁运营与港铁（深圳）为首的多间公司分别运营不同线路，并在政府指导下统一票价和服务。深圳地铁日均客流量超过742万人次，占深圳市公共交通客流量超过70%，构成深圳市公共交通的骨干。
建成深圳地铁的构思始于1980年代，一期工程则于1998年底开工，并于2004年12月28日通车。2008年以来，深圳地铁网络快速扩展，最新的一段线路于2024年12月28日通车，现为中国第四大城市轨道交通系统。四期工程的多条线路亦正在建设，预计2025年路网長度将超过650公里。

## 历史

### 规划

#### 早期规划
1983年底，时任深圳市委书记、市长梁湘率队赴新加坡考察。回到深圳后，政府决定在深南大道两侧各留出30米的绿化带，并在深南大道中间的绿化带中预留16米以备今后修建城市轻轨。市政府在1984年的《深圳经济特区总体规划（1985-2000）》指出，随着深圳交通的不断增长，有必要建设轻轨（地铁），并提出了远景地铁走向。1988年，特区成立仅十年之时，深圳首次提出建设客运轨道交通的规划，向國家計劃委員會报送《深圳市轻轨客运交通工程项目建议书》，并于1992年7月得到批准。1993年，「深圳市城市铁路客运系统（地铁）建设领导小组办公室」成立。
由于轻轨运量较小，不能适应深圳快速发展所需，1992年8月，深圳政府决定将轻轨线路移至地下，改为运量更大的地铁线路，并重新研究可行性和轨道网规划。1994年，政府制定《深圳市客运轨道交通网络总体规划》，经评审纳入《深圳市城市总体规划（1996-2010）》。全市远景客运轨道交通网络由9条线路组成，其中3条为既有的通勤铁路线，6条为待建的地铁和轻轨线，总长约270公里。3条铁路为广深铁路、平南铁路和平盐铁路，改造为可开行通勤列车。这一规划奠定了深圳地铁网络的基本框架。

#### 工程暂停和重新启动
1995年12月，国务院办公厅发布《关于暂停审批城市地下快速轨道交通项目的通知》，暂停审批除北京、上海、广州外其他城市的轨道交通项目。深圳地铁工程一度停顿。1996年，地鐵工程以香港回歸為契機，更名為“罗湖、皇岗／落馬洲口岸旅客過境軌道接駁工程”，強調該專案是為了滿足深港過境客流日益增長的需要。中英关于香港和内地大型跨境基建协调委员会亦增设“增辟皇崗／落馬洲口岸旅客过境通道工作小组”，深圳地铁项目列为工作小组的重要内容。同时，深圳政府着力增加国产车辆和机电設備，降低造價。政府也将针对深港跨境旅客交通接驳方式、车辆和机电设备国产化等议题的专题研究纳入一系列报告。国家计委决定将深圳地铁作为地铁设备国产化的依托项目（最終建成時國產化率達70%，平均造價為每公里5.0億元人民幣）。
深圳政府于1997年再次向国家计委申请开展地铁项目，并于1998年5月获得批复。工程立項，更名為“深圳地鐵一期工程”。1998年7月，深圳市地鐵有限公司經註冊成立。1999年4月，地鐵一期工程可行性研究報告獲國家批准。

### 一期工程（1998-2004）
1998年12月28日，深圳地鐵一期工程實驗站點市民中心站的围护结构工程与市中心区其他五大工程同时开工，市民中心站主体结构、购物公园站、会展中心站在1999年12月開始建造，而其他站點則在2001年3月方動工興建。2004年4月，首列车到达车辆段，並在進行調試及試營運。2004年12月28日17时，深圳地铁一期工程开通试运营，实际开通的时间比預期遲了大约一年。
一期工程開通的線路包括1号線（世界之窗－羅湖）和4号線（福民－少年宮），概算总投资115亿元，经竣工决算审计后的总造价106.53亿元。由于涉及与香港接驳方面的問題，皇崗站在一期工程完成时并未启用，直至2007年7月1日方啟用，但是当时福田口岸仍未开通，故地铁乘客仍不能由此前往香港，需要过境前往香港的旅客仍需在此搭乘其他交通工具前往临近的皇岗口岸。直到2007年8月15日福田口岸開通後，地鐵乘客便可通過口岸檢查，在香港境內的港鐵落馬洲站轉乘東鐵綫前往尖東站沿途各站，或乘搭其它交通工具前往香港各區。2008年8月15日，皇岗站更名为福田口岸站。

一期工程开通时的深圳地铁

### 二期工程（2007-2011）

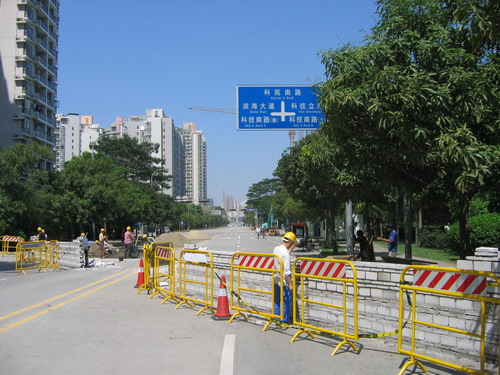
2007年12月，搭建中的2号線工地围墙

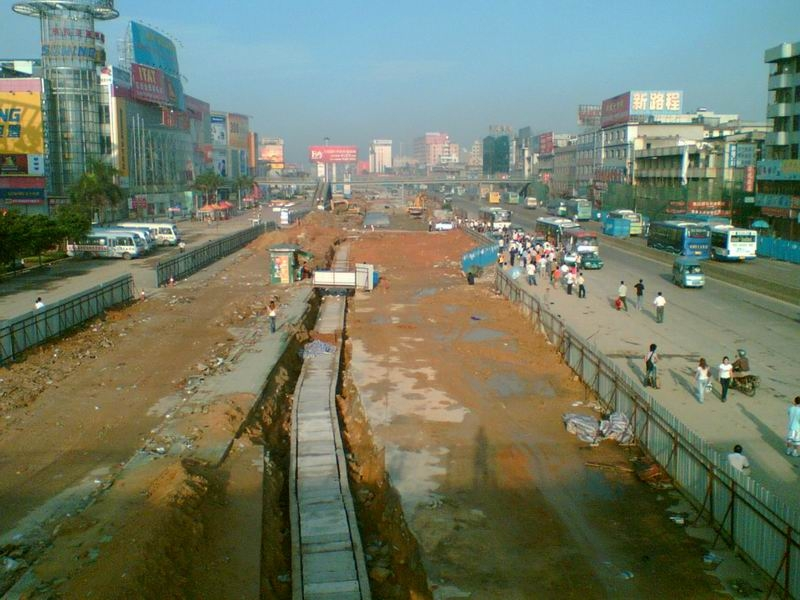
2007年12月，3号線位于龙岗区的施工现场

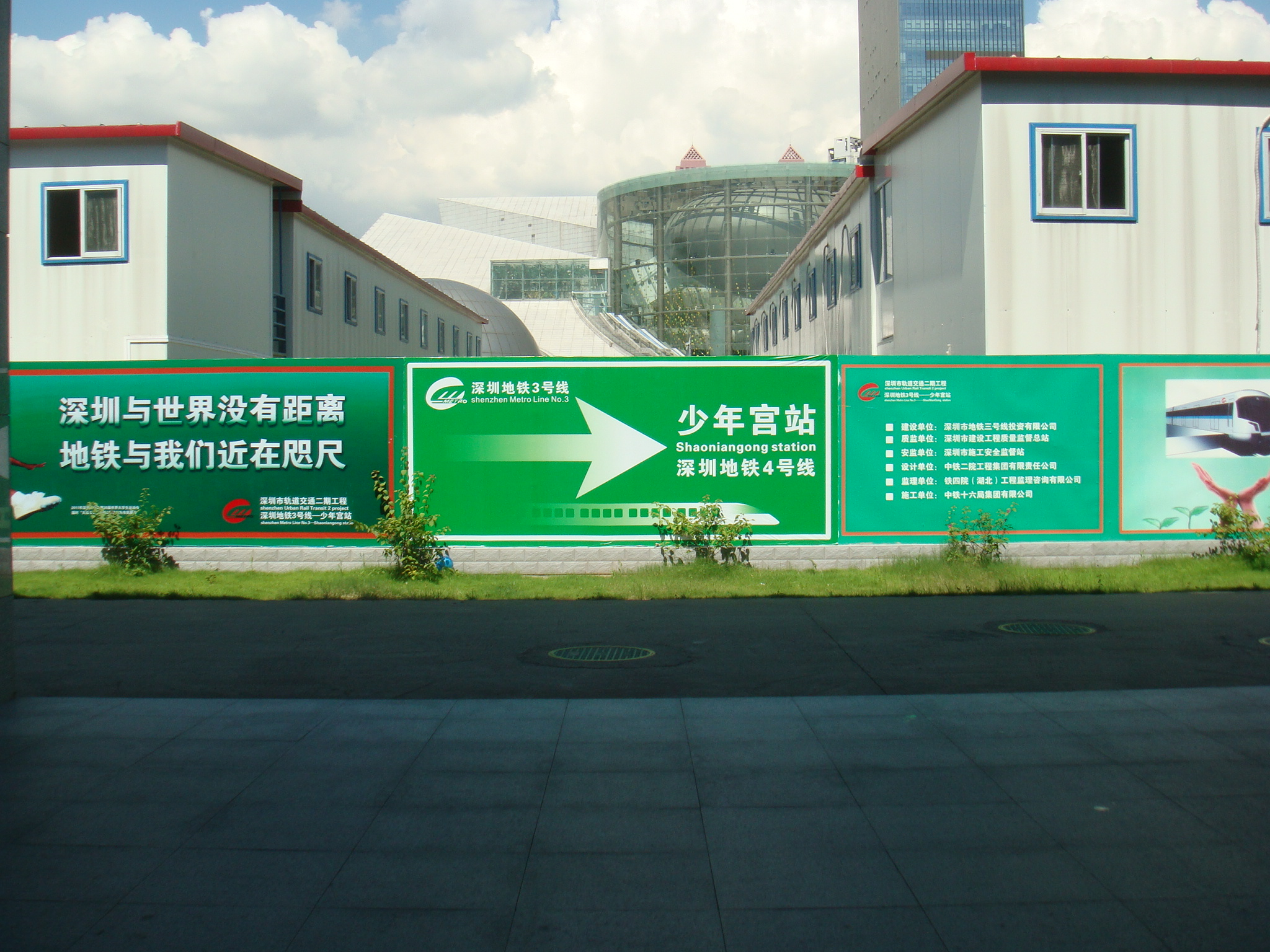
2008年6月，3号線位於福田區的施工圍擋

2004年地铁一期通车后，深圳地铁网络没有立即继续扩展。2003年深圳市规划局制定了《深圳市城市轨道交通建设规划（2005一2010年）》，提出二期工程包括1号线续建段（世界之窗 – 深圳机场），4号线北延段（少年宫 – 清湖），2号线初期工程（世界之窗 – 赤灣）、3号线初期工程（紅嶺 – 雙龍）、5号线。该建设规划于2005年3月获得国家发改委批准。
但从2004到2007年，由于官员对地铁建设重视不足，以及拆迁受阻、前期工作落等原因，深圳地铁的建设工程几乎停滞。在接近三年的时间里，没有任何线路建设或开通。地铁建设速度被讽刺为“蚯蚓速度”。仅有1号线续建段试验段（世界之窗站–深大站）缓慢进行。试验段由一期工程的终点站世界之窗站至深大站，包括三座新建车站，于2009年9月28日开通。
2007年1月17日，深圳获得2011年世界大学生夏季运动会的举办权。深圳市在申办报告中承诺于2010年将建成155公里的地铁干线，其中包括作为“大运专线”的3号线。2007年1月底，“加快全市轨道交通建设暨交通综合治理工作动员大会”召开，深圳市市长许宗衡对深圳地铁建设速度缓慢提出严厉批评。随后，深圳市政府与各有关部门签订责任状，要求地铁二期工程5条线必须在2011年6月30日前全部建成通车。
2008年，新的《深圳市轨道交通规划》方案问世，轨道二期工程各条线路及交通枢纽的详细规划同时展开。在原规划的基础上，二期工程增加2号线东延段（世界之窗-新秀）和3号线西延段（红岭-益田）。2007年下半年至2008年初，深圳地铁二期工程各条线路陆续开工，其中部分线路更是在获得国家批准前开工。2008年10月，国家发改委批准了《深圳市城市快速轨道交通建设规划(2005-2011)调整方案》，同意深圳地铁二期工程的更改，并将建设期限延长至2011年。2010年12月28日，2号线首通段（世界之窗-赤灣）和3号线地上部分（草埔-双龙）建成营运。2011年6月，二期工程的五条线路相继全线开通运营：1号线续建段6月15日开通；4号线二期工程6月16日开通；5号线一期6月22日开通；2号线东延段和3号线西延段6月28日开通。在两周的时间内，深圳地铁的运营里程从64公里增至177公里。
尽管二期工程因大运会挤压工期而引起了一些争议，但其为2011年8月举行的世界第26届大学生运动会提供了良好的运输服务保障，提升了深圳整体交通运输能力。轨道交通占公共交通客流比重，已由开通前的6%上升到當年的29%，逐渐在公共交通中发挥骨干作用。

### 三期工程（2012-2020）

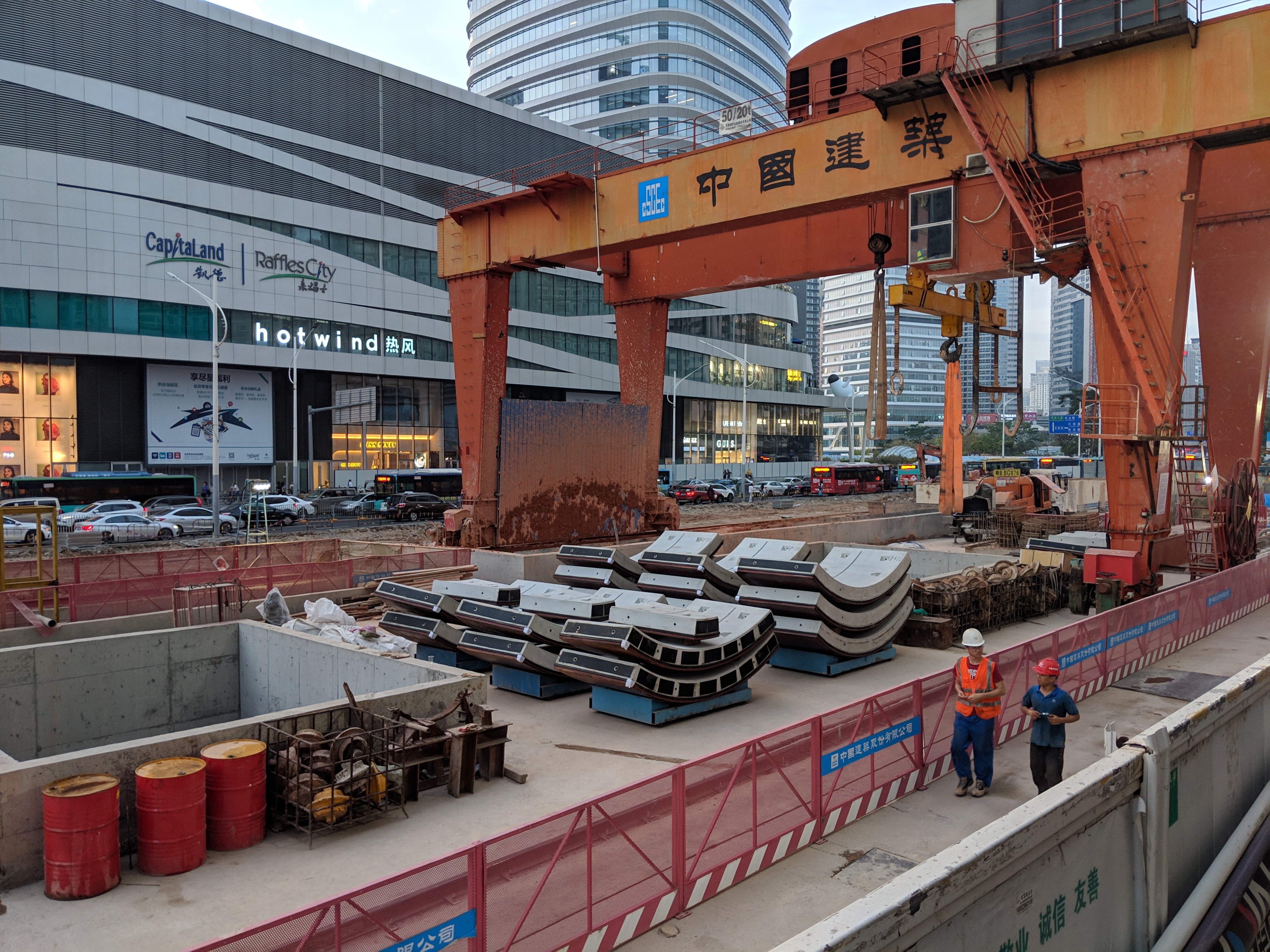
2018年11月，9号線南油站位于雅仕丽景苑旁的施工现场

深圳市规划与国土资源委员会于2010年编制了《深圳市城市轨道交通近期建设规划（2011-2016年）》，提出2011年至2016年间的建设方案（三期工程），并于2011年4月通过国家发改委审批。深圳地铁三期工程包括6号线、7号线、8号线、9号线、11号线，共5條線路。
2012年4月19日，深圳地铁11号线一期开工建设。
2012年10月23日，深圳地铁7号线一期及9号线一期开工建设。
2013年，深圳市开展地铁三期建设规划和修编，增加了三期工程的线路。修编后的三期建设规划新增10号线（原16号线），并延长2、3、4、5、6、9号线，新增长度达83.6公里。

深圳地鐵成網歷程（2004-2016）

新建线路总长度为169.5公里，新增车站95座，总投资约1256亿元。三期工程建成后，深圳市轨道交通线路将达到11条，通车里程约350公里。
2015年12月28日，2号线三期、3号线三期、4号线三期、5号线二期、6号线、8号线、9号线二期及10号线开工建设。
2016年6月28日，11号线一期开通运营。
2016年10月28日，7号线一期与9号线一期开通。
2019年9月28日，5号线二期开通。
2019年12月8日，9号线二期开通。
2020年8月18日，6号线与10号线开通。
2020年10月28日，2号线三期、3号线三期、4号线三期与8号线一期开通。

### 四期工程（2018-）
深圳市城市轨道交通四期工程开工仪式于2018年1月10日于14号线四联站召开。四期工程开工线路共5条，包括12号线、13号线、14号线、16号线、东莞轨道交通1号线深圳段（以“深圳地铁6号线支线”名义建设）。按照规划，四期工程将于2022年建成。届时，深圳的轨道交通线路网将有15条线路，总长约586公里。地铁四期工程的建设将对深圳中心城区以外区域带来深远影响，不仅连接了深圳中心城区与周边区域，并规划在将来与周边东莞、惠州等城市的城市轨道交通系统互联。
2020年3月26日，中国国家发改委批复了《深圳市城市轨道交通第四期建设规划调整（2017-2022年）》，调整3号线、6号线、7号线、8号线、11号线、12号线、13号线、20号线部分规划。
2020年12月29日，深圳地铁3号线四期、6号线支线二期、7号线二期、11号线二期、12号线二期、13号线二期及16号线二期正式开工建设。
2021年9月26日，深圳地铁8号线三期正式开工建设。
2021年12月28日，20号线一期開通运营。
2022年10月28日，10号线岗厦北站、11号线福田至岗厦北段和14号线开通。
2022年11月28日，6号线支线一期（光明至深理工）和12号线一期（左炮台东至海上田园东）开通运营。
2022年12月28日，16号线一期开通运营。
2023年12月27日，8号线二期开通运营。
2024年12月28日，深圳地鐵3號線四期（雙龍至坪地六聯）、7號線二期（西丽湖至深大丽湖）、11號線二期（岗厦北至华强南）、12號線二期（海上田园东至松岗）及13號線一期南段（深圳灣口岸至高新中）开通运营。

### 湾区城际（2020-）
2020年7月30日，《粤港澳大湾区城际铁路建设规划》获国家发改委批复，其中包含深大城际、深惠城际。
2021年6月12日，深大城际、深惠城际开工建设。

### 五期工程（2023-）
2022年8月26日，深圳市首次公示了第五期城市轨道交通规划的环境影响评价，总计13个工程项目，全长226.8公里。2022年9月5日，深圳市第二次公示了轨交五期环境影响评价，详细公布了13条新线的具体走向和站点设置。2023年6月26日，深圳市公布国家部委批准的轨道五期线路，包括15号线、17号线一期、19号线一期、20号线二期、22号线一期、25号线一期、27号线一期、29号线一期、32号线一期、10号线东延（深圳段）、11号线北延（深圳段）等11条线路，总长185.6公里，总投资1952亿元。与之前公布的规划相比，国家批复的规划中减去了18号线一期与21号线一期。按照规划，五期工程预计于2028年全部建成通车。
2023年6月28日，15号线开工建设。
2023年10月10日，17号线一期及20号线二期开工建设。
2024年1月2日，22号线一期开工建设。
2024年3月6日，25号线一期开工建设。
2024年5月8日，19号线一期及32号线一期开工建设。建设
2024年8月，29号线一期开工建设。
2024年11月14日，27号线一期开工建设。

### 通车时间表
| 年份   | 日期     | 路线名     | 区间                  | 长度 （公里） |
| ------ | -------- | ---------- | --------------------- | ------------- |
| 2004年 | 12月28日 | █1号线     | 罗湖 – 世界之窗       | 17.4          |
| 2004年 | 12月28日 | █4号线     | 少年宫 – 福民         | 3.0           |
| 2007年 | 6月28日  | █4号线     | 福民 – 福田口岸       | 1.0           |
| 2009年 | 9月28日  | █1号线     | 世界之窗 – 深大       | 3.331         |
| 2010年 | 12月28日 | █2号线     | 赤湾 – 世界之窗       | 15.516        |
| 2010年 | 12月28日 | █3号线     | 草埔 – 双龙           | 25.138        |
| 2011年 | 6月15日  | █1号线     | 深大 – 机场东         | 20.3          |
| 2011年 | 6月16日  | █4号线     | 少年宫 – 清湖         | 15.8          |
| 2011年 | 6月22日  | █5号线     | 前海湾 – 黄贝岭       | 40.0          |
| 2011年 | 6月28日  | █2号线     | 世界之窗 – 新秀       | 20.256        |
| 2011年 | 6月28日  | █3号线     | 益田 – 草埔           | 16.6          |
| 2016年 | 6月28日  | █11号线    | 碧头 – 福田           | 51.7          |
| 2016年 | 10月28日 | █7号线     | 西麗湖 – 太安         | 30.157        |
| 2016年 | 10月28日 | █9号线     | 紅樹灣南 – 文錦       | 25.39         |
| 2019年 | 9月28日  | █5号线     | 赤湾 – 前海湾         | 7.65          |
| 2019年 | 12月8日  | █9号线     | 前湾 – 红树湾南       | 10.79         |
| 2020年 | 8月18日  | █6号线     | 科学馆 – 松岗         | 49.4          |
| 2020年 | 8月18日  | █10号线    | 双拥街 – 福田口岸     | 29.34         |
| 2020年 | 10月28日 | █2号线     | 新秀 – 蓮塘           | 3.78          |
| 2020年 | 10月28日 | █3号线     | 益田 – 福保           | 1.45          |
| 2020年 | 10月28日 | █4号线     | 清湖 – 牛湖           | 10.8          |
| 2020年 | 10月28日 | █8号线     | 蓮塘 – 鹽田路         | 12.37         |
| 2021年 | 12月28日 | █20号线    | 机场北 – 会展城       | 8.43          |
| 2022年 | 10月28日 | █11号线    | 福田 – 岗厦北         | 1.21          |
| 2022年 | 10月28日 | █14号线    | 岗厦北 – 沙田         | 52.46         |
| 2022年 | 11月28日 | █6号线支线 | 光明 – 深理工         | 6.13          |
| 2022年 | 11月28日 | █12号线    | 左炮台东 – 海上田园东 | 40.54         |
| 2022年 | 12月28日 | █16号线    | 大运 – 田心           | 29.20         |
| 2023年 | 12月27日 | █8号线     | 盐田路 – 小梅沙       | 8.01          |
| 2024年 | 12月28日 | █3号线     | 雙龍 – 坪地六聯       | 9.28          |
| 2024年 | 12月28日 | █7号线     | 西麗湖 – 深大麗湖     | 2.22          |
| 2024年 | 12月28日 | █11号线    | 崗廈北 – 華強南       | 4.39          |
| 2024年 | 12月28日 | █12号线    | 海上田园东 – 松崗     | 8.05          |
| 2024年 | 12月28日 | █13号线    | 深圳灣口岸 – 高新中   | 6.36          |

## 路网

### 地铁线路
|          |           |                |                |                 |                 |               |        |                                      |           |           |  |  |
| 线路名称 | 线路名称  | 首段通车日期   | 最近延长日期   | 起点站 / 终点站 | 起点站 / 终点站 | 長度 （千米） | 车站数 | 车辆段/停车场                        | 列车 编组 | 最高 时速 |  |  |
|          | 1号线     | 2004年12月28日 | 2011年6月15日  | 罗湖            | 机场东          | 41.0          | 30     | 竹子林车辆段 前海车辆段              | 6A        | 80        |  |  |
|          | 2号线     | 2010年12月28日 | 2020年10月28日 | 赤湾            | 蓮塘            | 39.78         | 32     | 蛇口西车辆段 后海停车场              | 6A        | 80        |  |  |
|          | 3号线     | 2010年12月28日 | 2024年12月28日 | 坪地六聯        | 福保            | 52.33         | 38     | 横岗车辆段 中心公园停车场 坪地停車場 | 6B        | 100       |  |  |
|          | 4号线     | 2004年12月28日 | 2020年10月28日 | 福田口岸        | 牛湖            | 31.3          | 23     | 龙华车辆段 觀瀾停車場                | 6A        | 80        |  |  |
|          | 5号线     | 2011年6月22日  | 2019年9月28日  | 赤湾            | 黄贝岭          | 47.4          | 34     | 塘朗车辆段 上水径停车场              | 6A        | 80        |  |  |
|          | 6号线     | 2020年8月18日  |                | 科學館          | 松岗            | 49.4          | 27     | 长圳车辆段 民乐停车场                | 6A        | 100       |  |  |
|          | 6号线支线 | 2022年11月28日 |                | 光明            | 深理工          | 6.13          | 4      | 长圳车辆段 民乐停车场                | 6B        | 120       |  |  |
|          | 7号线     | 2016年10月28日 | 2024年12月28日 | 深大麗湖        | 太安            | 32.32         | 29     | 深雲車輛段 安托山停車場              | 6A        | 80        |  |  |
|          | 8号线     | 2020年10月28日 | 2023年12月27日 | 蓮塘            | 小梅沙          | 20.38         | 11     | 溪涌车辆段 望基湖停车场              | 6A        | 80        |  |  |
|          | 9号线     | 2016年10月28日 | 2019年12月8日  | 前湾            | 文錦            | 36.18         | 32     | 僑城東車輛段 筆架山停車場            | 6A        | 80        |  |  |
|          | 10号线    | 2020年8月18日  |                | 福田口岸        | 双拥街          | 29.34         | 24     | 凉帽山车辆段 益田停车场              | 8A        | 80        |  |  |
|          | 11号线    | 2016年6月28日  | 2024年12月28日 | 华強南          | 碧头            | 57.3          | 21     | 松岗车辆段 机场北停车场 福新停车场   | 8A        | 120       |  |  |
|          | 12号线    | 2022年11月28日 | 2024年12月28日 | 左炮台东        | 松崗            | 48.59         | 39     | 机场东车辆段 赤湾停车场 东宝河停车场 | 6A        | 80        |  |  |
|          | 13号线    | 2024年12月28日 |                | 深圳灣口岸      | 高新中          | 6.36          | 7      | 公明车辆段 內湖停车场                | 8A        | 100       |  |  |
|          | 14号线    | 2022年10月28日 |                | 岗厦北          | 沙田            | 50.34         | 18     | 昂鹅车辆段 福新停车场                | 8A        | 120       |  |  |
|          | 16号线    | 2022年12月28日 |                | 大运            | 田心            | 29.2          | 24     | 田心车辆段 龙城公园停车场            | 6A        | 80        |  |  |
|          | 20号线    | 2021年12月28日 |                | 机场北          | 会展城          | 8.43          | 5      | 機場北車輛段                         | 8A        | 120       |  |  |

深圳地铁所有地铁线路控制中心均位于深云控制中心。
- 1号线是东西向的地铁干线，也是深圳市第一条地铁线。该线途经深圳机场、前海、华强路、蔡屋围、东门、罗湖口岸等重要地区，日客运量极大。
- 2号线呈东西向，是原特区内第二条的地铁干线，路线在世界之窗站以东的走向与1号线基本平行，可以起到为1号线分流的作用。但世界之窗以西方向的线路走向曲折且途经尚未建成的深圳湾填海区，开通初期客流较少。随着后海商业区以及深圳湾居住区项目陆续落成，客流逐步上涨。
- 3号線呈西南-东北走向，缓解了布吉、南湾、横岗、龙城、龙岗等片区多年來的交通堵塞问题。3号线客流甚大，但B型车厢导致该线时常拥挤不堪。该线亦为2011年世界大学生夏季运动会的交通专案。
- 4号线是南北纵向地铁线路，由香港鐵路有限公司旗下的港鐵軌道交通（深圳）有限公司營運。此线南端連接福田口岸，北端連接龍華密集的住宅区，且5号线旅客亦使用此线进入市中心，因此潮汐客流显著。
- 5号线为半环形线路，主要途经近原二线关的关内外地区和前海自贸区。
- 6号线是联系龙华新城、石岩、光明、公明、松岗等片区至福田中心区，为联系核心城区与中部综合组团、西部高新组团的通勤线路，同時亦為4号线龙华至民乐段分流，可有效緩解4号线的客流壓力。
- 7号线是联系原特区内主要居住区与就业区的局域线，线路东西向横穿深圳市区，线路布局呈“V”形。
- 8号线与2号线贯通运营，是盐田区第一条地铁线路。
- 9号线是联系原特区内主要居住区与就业区、高新园片区以及前海自贸区的局域线，路线走向为“几”字型。
- 10号线是联系坂田、平湖与福田口岸的南北纵向地铁线路。
- 11号线是东西向的地铁快线，也是联系城市核心区与西部滨海地区的通勤线路，同時兼有机场快线的功能。乘客可乘坐此线前往深圳宝安国际机场。
- 12号线是南北向的地铁线路，贯通南山区和宝安区。
- 13号线是南北向的地铁线路，贯通深圳灣口岸、南山区、宝安区及光明区。
- 14号线是西南-东北向的地铁快线，连接龙岗区、坪山区与城市核心区。路线在布吉至大运段路线与3号线平行，可有效缓解3号线的客流压力。
- 16号线是深圳东部地区局域线，连接龙岗中心城与坪山中心区。同時亦為3号线大運至雙龍段分流，亦可有效緩解3号线的客流壓力。
- 20号线是为深圳国际会展中心设立的地铁线路，其二期将连接深圳空港地区、南山区与福田区。

#### 线路名称更改
深圳市规划局在2008年4月23日宣布，深圳地铁线路将由数字名称更改为文字名称。
其以线路经过的主要片区命名，类似港铁的线路命名做法。
更改前后名称对照如下：
| 2008年4月至2013年10月间的名称 | 原始名称 |
| ----------------------------- | -------- |
| 罗宝线                        | 1号线    |
| 蛇口线                        | 2号线    |
| 龙岗线                        | 3号线    |
| 龙华线                        | 4号线    |
| 环中线                        | 5号线    |

在2013年1月，网络上曝出深圳地铁集团内部文件，指地铁三期工程会把线路名称全部更改回数字，更指多数市民赞成采用更便于记忆的数字命名方式，不赞成采用中文命名。1月5日，深圳市轨道交通建设指挥部第十八次工作会议研究承认了这个消息。很多网民对此表示不满，有网民指政府“朝令夕改”。
2013年10月，深圳地铁正式开始路线更名工作，首先将1号线一期工程车站的站台横幅上的线路名改回数字名称，文字名称继续保留，以括号标注其后，例如“1号线（罗宝线）”，而在报站时则播报“1号罗宝线”。2016年起，深圳地铁在新开通的线路中只使用数字命名，而旧线路的指示也逐渐更改为全数字命名。更改前后名称对照如下：
| 现名称 | 2008年4月至2013年10月间的名称 |
| ------ | ----------------------------- |
| 1号线  | 罗宝线                        |
| 2号线  | 蛇口线                        |
| 3号线  | 龙岗线                        |
| 4号线  | 龙华线                        |
| 5号线  | 环中线                        |
| 6号线  | 光明线                        |
| 7号线  | 西丽线                        |
| 8号线  | 盐田线                        |
| 9号线  | 梅林线                        |
| 10号线 | 坂田线                        |
| 11号线 | 机场线                        |
| 12号线 | 南宝线                        |
| 13号线 | 石岩线                        |
| 14号线 | 东部快线                      |
| 15号线 | 前南线                        |
| 16号线 | 龙坪线                        |
| 17号线 | 平湖线                        |
| 18号线 | 宝盐线                        |
| 19号线 | 坪山线                        |
| 20号线 | 福永线                        |
| 22号线 | 中轴线                        |

在2013年10月前未开通的线路的名称是工程及規劃用名。

### 车站

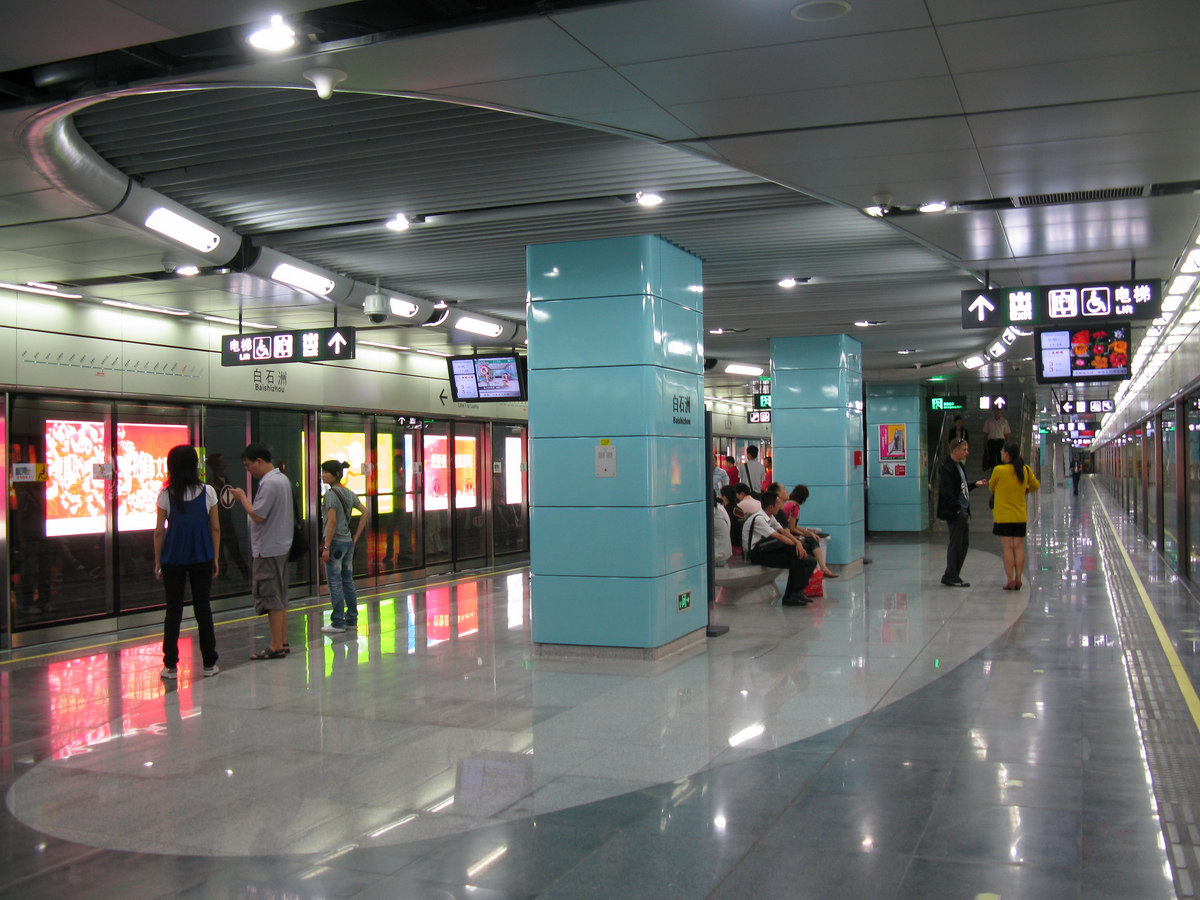
白石洲站岛式月台

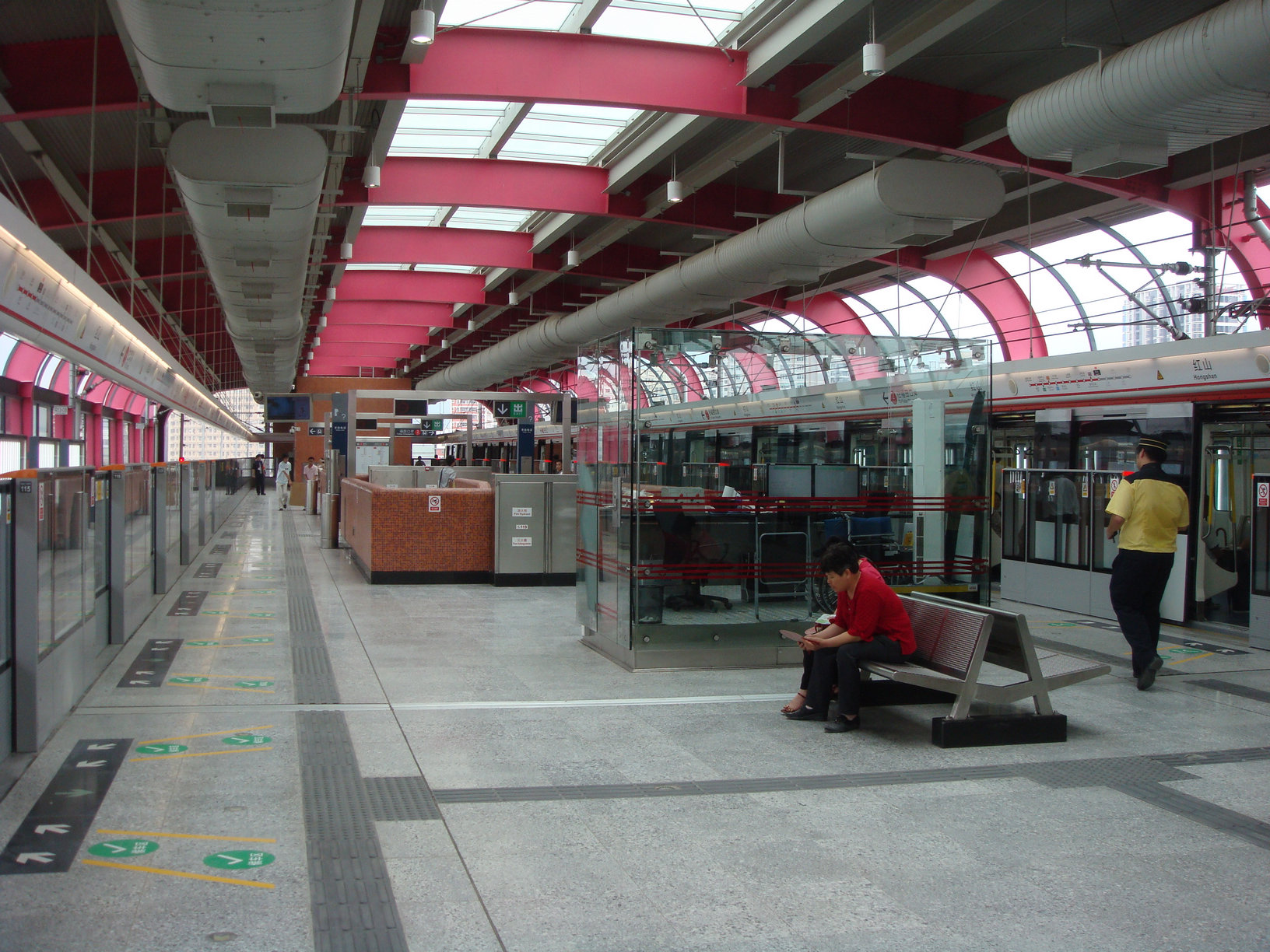
高架站-红山站

#### 换乘站
深圳地铁现有换乘站61个（不計罗湖站）。其中，车公庙站、崗廈北站为四线交汇的换乘站，福民站、布吉站、福田站、前海湾站、深圳北站、大运站、松崗站、后海站为三线换乘站，其余换乘站皆为两线换乘站。三期綫路中除4号线与11号线以外，任意两条线路皆可相互换乘，各换乘站皆可实现站内换乘，而无需出站。
深圳地铁一期工程仅有会展中心站作为1号线及4号线的换乘站。在1号线月台层装有两对扶梯，连接4号线的两个侧式月台，而十字型的會展中心站更是国内首个通车的一体式十字换乘车站。
二期线路中，由于各站建设条件，与一期车站的预留情况等不同，因此換乘方式亦有所不同。其中老街站及黃貝嶺站的换乘方式最为方便，為同台换乘/跨月台换乘，而世界之窗站、福田站、宝安中心站、深圳北站亦有扶手电梯或垂直电梯连接两线月台，换乘亦算方便。而在购物公園站、市民中心站及少年宮站，换乘时需從月台搭乘扶手电梯到站厅，经过两线站厅的换乘通道到另一线路的站厅（少年宫站的转乘通道内设有自动人行道），再从站厅经过扶梯、垂直电梯或楼梯到达另一线路的月台。其中购物公园站的换乘通道长达200米，通道中有数个售卖食物和衣物的商铺。通道仅设有两组楼梯，没有扶梯及垂直电梯。因此不适合携带大件行李的人士及伤残人士换乘。
三期线路中亦有多种换乘方式，如红树湾南站和车公庙站7、9号线同向的同台换乘/跨月台换乘，红岭北站的十字换乘，赤湾站的站厅短通道换乘以及后海站的站厅长通道换乘等。2016年，深圳地铁首次在车公庙站引入换乘层，位於7号线、9号线月台和站厅之间的楼层，让两线不同方向换乘的乘客只需在换乘层转车，不需要上两层到站厅再下两层换乘，节省时间。而上梅林站其中一条换乘长通道则连接4号线的岛式站台与9号线站厅，在深圳地铁中尚属首次。
此外，深圳地铁与香港的港鐵東鐵綫均連接到深圳市与香港边界的两个铁路口岸——罗湖口岸和福田口岸，乘客乘坐深圳地铁抵达这两个口岸并完成通关手续后，可转乘落馬洲站及罗湖站（港铁）的港鐵東鐵綫前往金鐘站沿途各站。
深圳市的六大交通枢纽——深圳北站、前海湾、福田、機場、布吉（深圳東站）和深圳坪山均有地铁通达。

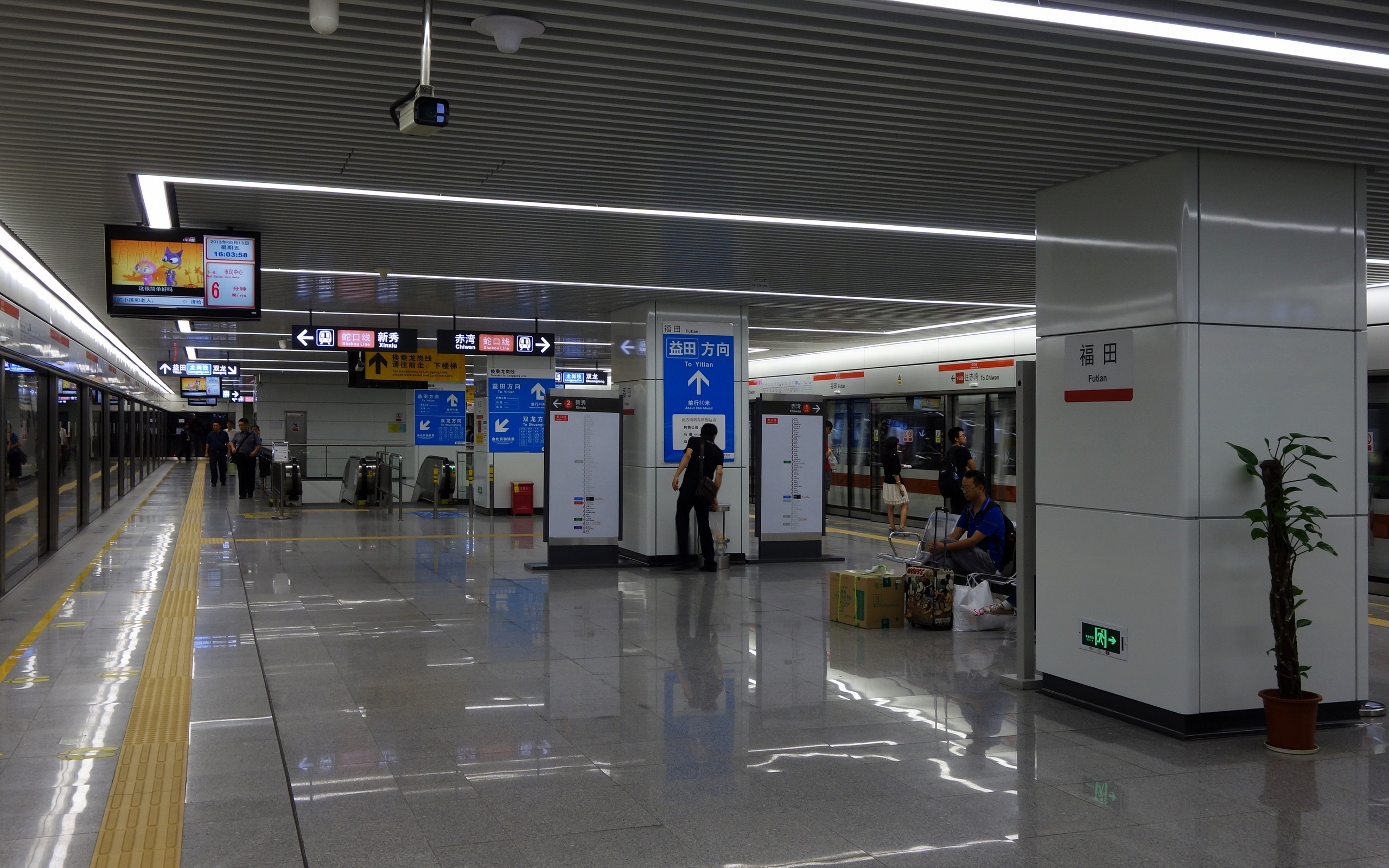
福田站2號綫島式站台，提供扶手電梯轉乘3號綫
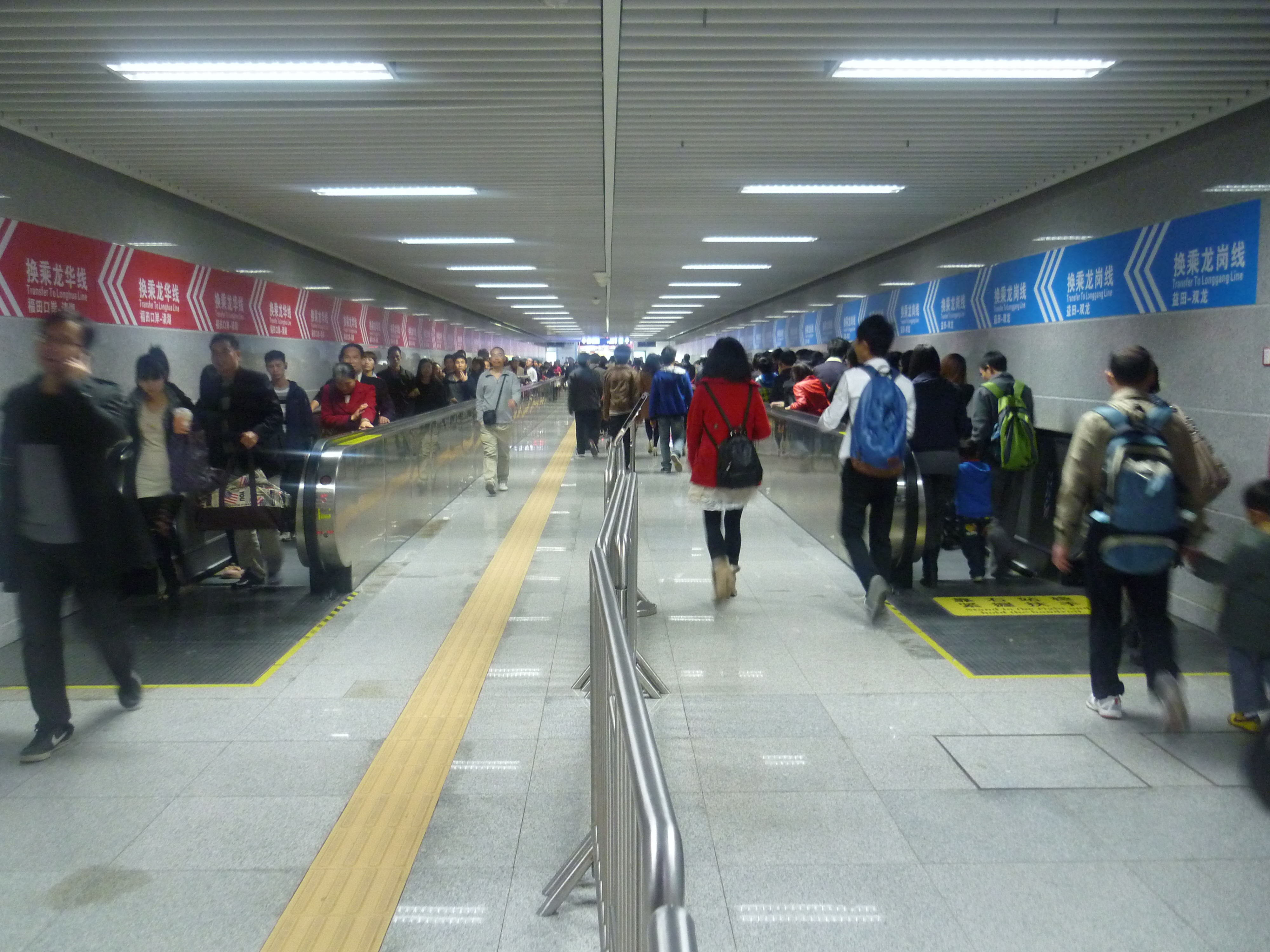
少年宫站3號綫與4號綫的轉乘通道（设有自动人行道）

#### 结构和形式
深圳地铁现有车站369个（换乘站重复计算），包括318座地下站、47座高架站、3座半地下站和1座地面站。市区的地铁车站多为地下站，而高架站主要分布在郊区。2号线、7号线、8号线、9号线、10号线、12号线、13号线、14号线、16号线、20号线为全地下线路，其余各条线路均有高架车站。上梅林站（4号綫）、塘坑站（3号綫）和嶂背站（14号线）为半地下车站，其站厅设于地面，而月台设于地下一、二层。民樂站路軌及月台設於地面，而站廳設於其上。截至2022年，深圳地鐵系統中最東、最南、最西和最北的車站分別為田心站、左炮台东站、会展城站及深理工站。
地下车站通常为地下2层的箱型结构，高架车站则采用3层的门式结构。在月台形式上，典型的深圳地铁车站为岛式月台车站，即使高架车站亦采用岛式月台。但仍然存在一些设计较为独特的车站，包括：
- 国贸站、湖贝站、洪湖站、笋崗站、向西村站采用侧式叠式月台。
- 竹子林站、西乡站、湾厦站、长岭陂站、华新站（3号綫）、塘坑站、深云站、深圳湾公园站、凉帽山站、黄田站采用双岛式月台，中央路轨用于开行区间车、存放备用列车或列车前往车厂。車公廟站（7、9号綫）也採用雙島式月台及首設轉乘層，方便乘客轉乘。
- 坂田站、大学城站、固戍站、百鸽笼站、冬瓜岭站、盐田路站采用一岛一侧式月台。
- 罗湖站、大運站（3號綫部分）、福田口岸站（4號綫部分）、松崗站（12號綫部分）、深圳灣口岸站采用西班牙式月台布局。
- 老街站在2011年3號線通車前採用側式叠式月台，在3號線全线通车後採用島式叠式月台，而原有的側式叠式月台則被改为备用月台，只供紧急疏散使用，正常情况下不再对乘客开放。
- 黃木崗站在2016年7號線通車初期採用側式叠式月台，在14號線全线通车後採用島式叠式月台。

#### 命名
深圳地铁车站，依次以老地名、片区名称、公共设施、线路途经横向道路命名。车站可采用大型公共设施的名称命名，但不采用楼盘等商业性的地产项目名称来命名。当车站使用街道命名时，通常不带“路”字（除贝尔路站、华强路站外）。
车站命名亦与线路的等级相适应。例如7号线、9号线均为局域线，考虑线路功能以及车站服务范围等因素，车站名称以街道、街坊等小区域名称为主。11号线为西部组团快线，其功能为提供西部滨海地区地与核心城区的快速联系，因此车站名称以区、镇等大区域名称为主。
与港铁相仿，深圳地铁的站名短小精辟，一般为2或3个字，少数为4-5个字（“站”字不计在内，惟深圳北站是例外），尚无6个字以上的站名。可能出现的长站名经过了适当简化，使其简单易记。例如“深圳大学”简称为“深大”，“宝安体育中心”简称为“宝体”。一些车站为了方便乘客，会在站名后以括号的方式标注别名，例如塘朗站标注为“塘朗（南方科技大学）”，翠竹站标注为“翠竹（留医部）”。

#### 设施

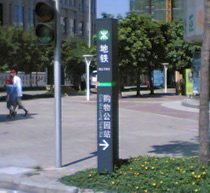
一期车站的引导标识柱，现已更换

- 车站均设有站台门，以防止乘客坠轨。其中，3号线和4号线的地上站采用半高式安全门，地下站使用全高式屏蔽门；其他线路的车站则全部使用全高式屏蔽门。深圳地铁亦是中国第一个在开通时即全线已经预先安装站台门的地铁系统。
- 除4号线二期外，一、二、三期車站站台层的墙壁或電動扶梯侧壁上，有用毛笔书写的大号字站名。每站站台的柱子上亦印有中英文站名或站牌，方便车内乘客查看。5號綫南延段和9號綫西延段改以不同風格將車站名稱印在電動扶梯侧壁上，如南山書城站將「書」字仿成揭頁的書，而深大南站的「大」字上面「佩戴」四方帽。而自四期车站开始，各线路车站内各种中文站名（包括电动扶梯侧壁上、车站立柱上及屏蔽门上部导视条上）则采用不同字体以作区分：10号线使用某位居住于山西交城的书法家的隶书[61]；其他线路则使用打印字体：3号线四期汉仪颜楷、6号线支线与13号线方正古隶、12号线汉仪魏碑、14号线刘炳森隶书、16号线方正舒体。
- 在地铁站的500米範圍內，均有引导标志指示地铁站的方位。自二期车站开始，标志上的深圳地铁徽标更换为国标。2019年开通的新车站更换为新样式的表示，并指示了距地铁站的距离。
- 除2号綫二期及3号綫一期各少數車站外，深圳地铁站内均设有洗手间，其中4号綫二期車站的洗手間設在付费区站厅內，其余大部分车站的洗手间通常設在其中一个出口附近（少數例外如世界之窗站和華強路站，洗手間所在地被劃為地下商場的一部分），部分换乘车站（如車公廟站、華強北站、太安站）更在月台另設洗手間。出口通道有洗手间的地铁站会在站台标注洗手间所设的出口序号，方便乘客前往。2019年起，深圳地铁和港铁（深圳）逐步翻新车站的洗手间，改造期间，乘客可能需到站外如厕。
- 自2期車站起車站站廳均建有藝術牆（非深圳地铁集团建设的3号线、4号线例外），如2號綫后海站在車站站廳展示《姑蘇繁華圖》。3期開始，車站站廳的藝術牆，是深圳地鐵委託藝術家創作，大部分作品呼應車站所在地區，如笋崗站的藝術牆作品名為《中華第一倉》、園嶺站因鄰近八卦一路美食街，藝術牆作品《家鄉味道》以中國各地著名麵食為主題。3号线一、二期均以花卉圖案作車站裝飾，部分圖案更切合車站名稱，如荷坳站以荷花作圖案。4号线因为是港鐵（深圳）施工建设，所以建筑风格与港铁相仿。
- 各車站月台曾編有編號，但在2019年起，深圳地鐵集團管轄的車站，大部分月台的編號已移除，除4號線、13號線車站之外，而新建的車站亦沒有展示月台編號。

## 列车
深圳地铁列车共计812列，其中深圳市地铁集团拥有741列，港铁（深圳）拥有71列。深圳地铁是中国地铁车辆国产化的依托项目，中国第一列国产A型地铁列车、第一列自主研制的A型地铁列车及首批采用国产牵引系统的地铁列车均在深圳地铁运营。

### 列表
| 线路                                                         | 制造商                            | 信号系统                                                                       | 牵引系统                 | 车队编号  | 列車编号  | 数量 | 编组  | 配属原因   | 首列营运   | 备注 |
| ------------------------------------------------------------ | --------------------------------- | ------------------------------------------------------------------------------ | ------------------------ | --------- | --------- | ---- | ----- | ---------- | ---------- | --- |
| █1号线                                                       | 长客-庞巴迪（长春）               | 西门子 LZB 700M                                                                | 庞巴迪 → 株洲中车时代    | 01A2206龐 | 0101-0122 | 22   | 6A    | 线路开通   | 2004年     | 首列于德国组装 正在陆续改用中车时代 VVVF 变频器                                                                                   |
| █1号线                                                       | 北车长客（长春）                  | 西门子 LZB 700M                                                                | 庞巴迪                   | 01A0406長 | 0123-0126 | 4    | 6A    | 客量增长   | 2010年     | |
| █1号线                                                       | 南车株机（株洲）                  | 西门子 LZB 700M                                                                | 西门子 → 株洲中车时代    | 01A2606株 | 0127-0152 | 26   | 6A    | 续建工程   | 2009年     | 正在陆续改用中车时代 VVVF 变频器                                                                                                  |
| █1号线                                                       | 南车株机（株洲）                  | 西门子 LZB 700M                                                                | 株洲南车时代             | 01A3306株 | 0153-0185 | 33   | 6A    | 客量增长   | 2014年     | 0175 为碳化硅 VVVF 变频器试验列车                                                                                                 |
| █2号线                                                       | 北车长客（长春）                  | 卡斯柯 Urbalis CBTC                                                            | 庞巴迪                   | 02A3506長 | 0201-0235 | 35   | 6A    | 线路开通   | 2010年     | 首期订购10列，增购25列 |
| █2号线                                                       | 北车长客（长春）                  | 卡斯柯 Urbalis CBTC                                                            | 庞巴迪                   | 02A1606長 | 0236-0239 | 16   | 6A    | 客量增长   | 2015年     | |
| █2号线                                                       | 北车长客（长春）                  | 卡斯柯 Urbalis CBTC                                                            | 北车四方所               | 02A1606長 | 0240      | 16   | 6A    | 客量增长   | 2015年     | |
| █2号线                                                       | 北车长客（长春）                  | 卡斯柯 Urbalis CBTC                                                            | 庞巴迪                   | 02A1606長 | 0241-0251 | 16   | 6A    | 客量增长   | 2015年     | |
| █2号线                                                       | 中车株机（株洲）                  | 卡斯柯 Urbalis CBTC                                                            | 株洲中车时代             | 02A0606株 | 0252-0257 | 6    | 6A    | 三期工程   | 2020年     | |
| █2号线                                                       | 中车株机（株洲）                  | 卡斯柯 Urbalis CBTC                                                            | 株洲中车时代             | 02A0904株 | 0282-0290 | 9    | 4A    | 客量增长   | 预计2025年 | 採用永磁同步牵引系统 |
| █3号线                                                       | 北车长客（长春）                  | 卡斯柯 TRANAVI CBTC（2024年10月26日後） 龐巴迪 CITYFLO 650（2024年10月26日前） | 现代Rotem → 株洲中车时代 | 03B4306長 | 0301-0343 | 43   | 6B    | 线路开通   | 2010年     | 首期订购24列，增购19列 深圳地鐵第一條採用B型车的路線，同時也是第三轨供电技術在深圳地鐵的首次应用 正在陆续改用中车时代 VVVF 变频器 |
| █3号线                                                       | 南车浦镇（南京） 广东南车（江门） | 卡斯柯 TRANAVI CBTC（2024年10月26日後） 龐巴迪 CITYFLO 650（2024年10月26日前） | 现代Rotem                | 03B3306浦 | 0344-0376 | 33   | 6B    | 客量增长   | 2015年     | 当中8列由广东南车制造 |
| █3号线                                                       | 中车浦镇（南京）                  | 卡斯柯 TRANAVI CBTC（2024年10月26日後） 龐巴迪 CITYFLO 650（2024年10月26日前） | 江苏经纬轨道             | 03B2206浦 | 0377-0398 | 12   | 6B    | 四期工程   | 2024年     | |
| █3号线                                                       | 中车浦镇（南京）                  | 卡斯柯 TRANAVI CBTC（2024年10月26日後） 龐巴迪 CITYFLO 650（2024年10月26日前） | 江苏经纬轨道             | 03B2206浦 | 0377-0398 | 10   | 6B    | 客量增长   | 2024年     | |
| █4号线                                                       | 南车浦镇（南京）                  | 西门子 LZB 700M                                                                | ABB                      | 无        | 0401-0428 | 28   | 6A    | 二期工程   | 2011年     | 初期为4A编组，现已扩编为6A编组 |
| █4号线                                                       | 中车浦镇（南京）                  | 西门子 LZB 700M                                                                | 南京华士                 | 无        | 0429-0452 | 24   | 6A    | 三期工程   | 2020年     | |
| █5号线                                                       | 南车株机（株洲）                  | 卡斯柯 Urbalis CBTC                                                            | 西门子                   | 05A2206株 | 0501-0522 | 30   | 6A    | 线路开通   | 2011年     | |
| █5号线                                                       | 南车株机（株洲）                  | 卡斯柯 Urbalis CBTC                                                            | 株洲南车时代             | 05A0806株 | 0523-0530 | 30   | 6A    | 线路开通   | 2011年     | |
| █5号线                                                       | 北车长客（长春）                  | 卡斯柯 Urbalis CBTC                                                            | 庞巴迪                   | 05A2106長 | 0531-0551 | 21   | 6A    | 客量增长   | 2015年     | |
| █5号线                                                       | 中车株机（株洲）                  | 卡斯柯 Urbalis CBTC                                                            | 株洲中车时代             | 05A0706株 | 0552-0558 | 7    | 6A    | 南延段工程 | 2019年     | |
| █5号线                                                       | 中车长客（长春）                  | 卡斯柯 Urbalis CBTC                                                            | 株洲中车时代             | 05A3906深 | 0559-0597 | 39   | 6A    | 客量增长   | 2025年     | |
| █6号线                                                       | 中车浦镇（南京）                  | 卡斯柯 Urbalis CBTC                                                            | 庞巴迪                   | 06A5106浦 | 0601-0610 | 51   | 6A    | 线路开通   | 2020年     | 原一期工程订购36列，二期工程增购24列，但最終实际生产51列 首次在A型车中采用第三轨供电技术 同时采用接触网供电及第三轨供电技术       |
| █6号线                                                       | 广东中车（江门）                  | 卡斯柯 Urbalis CBTC                                                            | 庞巴迪                   | 06A5106浦 | 0611-0651 | 51   | 6A    | 线路开通   | 2020年     | 原一期工程订购36列，二期工程增购24列，但最終实际生产51列 首次在A型车中采用第三轨供电技术 同时采用接触网供电及第三轨供电技术       |
| █6号线支线                                                   | 中车浦镇（南京）                  | 卡斯柯 Urbalis CBTC                                                            | 英威腾                   | 6ZB0906浦 | 6Z01-6Z05 | 5    | 6B    | 一期工程   | 2022年     | 同时采用接触网供电及第三轨供电技术 二期列车採用永磁同步牵引系统                                                                   |
| █6号线支线                                                   | 中车浦镇（南京）                  | 卡斯柯 Urbalis CBTC                                                            | 株洲中车时代             | 6ZB0906浦 | 6Z06-6Z09 | 4    | 6B    | 二期工程   | 2025年     | 同时采用接触网供电及第三轨供电技术 二期列车採用永磁同步牵引系统                                                                   |
| █7号线                                                       | 北车长客（长春）                  | 交控科技 CBTC                                                                  | 庞巴迪                   | 07A4106長 | 0701-0741 | 41   | 6A    | 线路开通   | 2016年     | |
| █7号线                                                       | 北车长客（长春）                  | 交控科技 CBTC                                                                  | 庞巴迪                   | 07A0203長 | 0742      | 1    | 3A+3A | 文体公园站 | 2019年     | 仅用于深云车辆段上盖接驳车站运营                                                                                                  |
| █8号线                                                       | 中车株机（株洲）                  | 卡斯柯 Urbalis CBTC                                                            | 株洲中车时代             | 02A2406株 | 0258-0281 | 24   | 6A    | 线路开通   | 2020年     | 由于8号线与2号线直通运行，因此列车拥有两个编号 二期列车採用永磁同步牵引系统                                                       |
| █8号线                                                       | 中车株机（株洲）                  | 卡斯柯 Urbalis CBTC                                                            | 株洲中车时代             | 02A0704株 | 0291-0297 | 7    | 4A    | 二期工程   | 预计2025年 | 由于8号线与2号线直通运行，因此列车拥有两个编号 二期列车採用永磁同步牵引系统                                                       |
| █9号线                                                       | 中车长客（长春）                  | 泰雷兹 SelTrac CBTC                                                            | 株洲中车时代             | 09A2906長 | 0901-0929 | 29   | 6A    | 线路开通   | 2016年     | |
| █9号线                                                       | 中车长客（长春）                  | 泰雷兹 SelTrac CBTC                                                            | 英威腾                   | 09A2206長 | 0930-0951 | 22   | 6A    | 西延线工程 | 2019年     | |
| █10号线                                                      | 中车长客（长春）                  | 交控科技 CBTC                                                                  | 株洲中车时代             | 10A3508長 | 1001-1035 | 35   | 8A    | 线路开通   | 2020年     | 部分列车採用永磁同步牵引系统 |
| █11号线                                                      | 中车株机（株洲）                  | 卡斯柯 CBTC                                                                    | 株洲中车时代             | 11A3308株 | 1101-1133 | 33   | 8A    | 线路开通   | 2016年     | 6节普通车厢 + 2节商务车厢 二期及增购列车採用永磁同步牵引系统                                                                      |
| █11号线                                                      | 中车长客（长春）                  | 卡斯柯 CBTC                                                                    | 株洲中车时代             | 11A4008长 | 1134-1173 | 5    | 8A    | 二期工程   | 2024年     | 6节普通车厢 + 2节商务车厢 二期及增购列车採用永磁同步牵引系统                                                                      |
| █11号线                                                      | 中车长客（长春）                  | 卡斯柯 CBTC                                                                    | 株洲中车时代             | 11A4008长 | 1134-1173 | 35   | 8A    | 客量增長   | 2024年     | 6节普通车厢 + 2节商务车厢 二期及增购列车採用永磁同步牵引系统                                                                      |
| █12号线                                                      | 中车浦镇（南京）                  | 交控科技 CBTC                                                                  | 庞巴迪                   | 12A5606浦 | 1201-1256 | 56   | 6A    | 线路开通   | 2022年     | |
| █12号线                                                      | 中车浦镇（南京）                  | 交控科技 CBTC                                                                  | 株洲中车时代             | 12A2006浦 | 1257-1276 | 20   | 6A    | 二期工程   | 预计2025年 | 採用永磁同步牵引系统 |
| █13号线                                                      | 中车四方（青岛）                  | 交控科技 CBTC                                                                  | 西门子                   | 无        | 1301-1319 | 19   | 8A    | 线路开通   | 2024年     | |
| █14号线                                                      | 中车长客（长春）                  | 交控科技 CBTC                                                                  | 株洲中车时代             | 14A4408長 | 1401-1444 | 44   | 8A    | 线路开通   | 2022年     | |
| █16号线                                                      | 中车株机（株洲）                  | 卡斯柯 CBTC                                                                    | 江苏经纬轨道             | 16A3206株 | 1601-1632 | 32   | 6A    | 线路开通   | 2022年     | |
| █16号线                                                      | 中车株机（株洲）                  | 卡斯柯 CBTC                                                                    | 江苏经纬轨道             | 16A1206株 | 1633-1644 | 12   | 6A    | 二期工程   | 2025年     | 採用永磁同步牵引系统（搭配混合磁阻电机）                                                                                          |
| █20号线                                                      | 中车长客（长春）                  | 卡斯柯 TRANAVI Qiji TACS                                                       | 株洲中车时代             | 20A0908長 | 2001-2009 | 9    | 8A    | 线路开通   | 2021年     | |
| 註釋                                                         |                                   |                                                                                |                          |           |           |      |       |            |            | |
| - 灰色背景代表该批列车尚未投入营运。 1. 2. 3. 4. 5. 6. 7. 8. |                                   |                                                                                |                          |           |           |      |       |            |            | |

### 1号线、2号线、5号线、7号线、8号线、9号线、16号线A型车
1号线、2号线、5号线、7号线、8号线、9号线、16号线由深圳市地铁集团有限公司运营，使用6节编组A型车。列车采用直流 1500 V 接触网供电，最高速度 80 km/h，最大载客量2502人。由于采用了鼓形车体，车辆宽度达到了3.1米。2号线、5号线的信号系统相同，在建造时也预留了两线直通运营的条件。而1号线的信号系统有别于两线信号系统，除來往前海車輛段進行大修外（在斷電狀態下由柴油機車牽引），列车不能互通。
- MOVIA电动车组：深圳地铁一期工程的列车为庞巴迪运输公司设计的MOVIA电动车组，共22列[68]。该车首列于德国组装，其余各列于长春制造[68]，于中国大陆首次实现了现代城市轨道交通客车的国产化。此车型及其衍生型号后来还被用于上海轨道交通7号线、9号线及广州地铁1号线、8号线。
- 北车长客A型列车：2007年，因应1号线不断增长的客流需求，深圳地鐵向北车長春軌道客車訂購4列地鐵列車，该车为中国首款自主研製的A型地鐵客車。在该车型的基础上，深圳地铁于2008年再次向北车长客订购10列地铁列车，用于2号线首期工程。后增加25列用于2号线东延段[69]。
- 南车株机电动列车：2007年，深圳地铁向南车株洲电力机车订购26列地铁列车，用于1号线续建工程[70]。深圳地铁于2009年5月再向南车株机订购30列同款列车，用于5号线[71]，其中8列使用国产牵引系统。
- 2号线、5号线、8号线中车株机制列车：配合深圳地铁三期工程建设，深圳地铁向中车株洲电力机车订购38列地铁列车，其中31列用于2号线和8号线、7列用于5号线。
- 7号线、9号线中车长客制列车：2014年，深圳地铁向北车长客（现名为中车长客）订购420辆、共71列列车（包括7号线拆成2列的第42编组），其中42列用于7号线、29列用于9号线[72]。

### 3号线B型车
3号线原由深圳市地铁三号线投资有限公司运营，使用6节编组的B型车。列车采用直流 1500 V 第三轨供电，设计最高速度 100 km/h。该车采用轻型不锈钢涂装车体，为深圳地铁首條採用第三轨供电方式的不锈钢车体B型列车，基于3号线高架运行的线路条件和深圳海洋性、多台风的气候条件进行设计，充分采取了安全防范、防腐蚀等多种措施，并安装了大功率空调机组。
三号线公司于2008年3月向北车長春軌道客車订购24列，用于3号线初期工程，后增加19列用于3号线西延段，总计43列。2013年6月6日，南京浦镇车辆厂与深圳地铁集团签订33列198辆增购列车合同，首列车于2015年2月9日抵达横岗车辆段。该两批列车为目前中国大陆唯二采用韩国现代Rotem牵引系统（湘潭电机代工生产）的列车，其与庞巴迪CITYFLO650信号系统匹配性较差，导致运营初期列车进站时经常摇晃，不过经过后期多次调试，问题已得到改善。
2024年10月26日，3號綫四期增購車上線运营。與前兩款列車不同，增購車使用江苏经纬轨道提供的牽引系統。

### 4号线A型车
4号线由港铁轨道交通（深圳）有限公司运营。因4号线曾经是深圳地铁4号线一期工程的一部分，4号线的信号系统、供电制式与1号线相同，但初期车厢仅有4节。港铁于2009年8月向南车南京浦镇车辆订购28列列车用于4号线，至2012年3月，首批订单的24列车全部交付完毕。
因4节编组列车载客量少，4号线在高峰时段严重拥挤，引起乘客不满，港铁（深圳）公司回应称此举是希望通过加密班次减少等候时间以改善乘客体验，但收效不佳。2012年底，港铁（深圳）决定提前增编4号线的车厢，将全部4节编组列车增至6节。
2014年1月26日，4号线首两列“4改6”列车正式上线运营，并分别命名为“深港相连号”和“龙华号”。4号线剩余的4节编组列车也按照计划陆续增编为6节，平均每月增编2列，全部列车于2015年初完成增编。增编后，4号线运能增加50%。2015年1月30日13:00起，4号线所有正线行驶的列车均为6节车厢。

### 6号线A型车
6号线由深圳市地铁集团有限公司运营，为深圳地铁第二条设计时速不小于 100 km/h 的线路。6号线列车由中车浦镇和中车广东联合生产，是深圳地铁第二条采用第三轨供电的列车，也是目前深圳地鐵的列車中，唯一一條既可采用接触网供电、也可采用第三轨供电的列車，最大载客量2502人。

### 10号线8A型车
10号线由深圳市地铁集团有限公司运营，为深圳地铁第二条采用8节A型编组的列车的线路。该车由中车长春生产，采用不锈钢车体，8辆编组，6动2拖，最高时速 80 km/h。该列车配备“走行部车载故障诊断系统”等技术，可实现走行部关键部件的车载在线实时诊断，并对故障作出早期预警和分级报警，准确指导车辆的运用和维修。

### 11号线8A型车
11号线由深圳市地铁集团有限公司运营，是深圳首条采用8节编组A型列车的地铁线路。列车采用直流 1500 V 接触网供电，最高时速可达 120 km/h，列车最大载客量达2564人。同时，11号线采用“商务车厢（2节）+普通车厢（6节）”的混合编组。其中，普通车厢内部配置与深圳地铁其他线路相同，商务车厢则采用与高铁一等座相似的2+2式座椅布局，座椅采用红色或蓝色软座。商务车厢内还设置有遮阳帘和大件行李存放架。普通车厢与商务车厢在列车内的分界处由槅门隔断，无法在车内直接连通。普通车厢乘客若需乘坐商务车厢，必须经过站台绕行。
11号线的站台实行软隔断，即商务车厢候车区域由铁马围住，在“商务车厢核准机”处由车站人员把守，站台不设闸机。由普通车厢转乘商务车厢时，持有深圳通普通卡的乘客需要在商务车厢核准机处拍卡核准后，方可进入商务车厢候车区域并乘坐商务车厢，持有其他任何票种（包含深圳通学生卡）的乘客需要先出站，购买商务车厢（黄色）单程票后，重新进站方可搭乘商务车厢。若已经通过深圳通核准，但临时不希望乘坐商务车厢的乘客，可以在核准后20分钟内，前往客服中心撤销核准后改乘普通车厢，并按普通车厢收取票价及恢复相应乘车优惠，核准和撤销核准必须在同一车站进行。另外，乘坐商务车厢不是“花钱买座位”，且并不保证一定有座位；在高峰时段，乘客进入商务车厢后仍可能需要站立乘车。

## 运营与服务

### 營運機構
深圳地鐵系統由多間公司營運。但是，由于不同公司的地铁线路采用相同的票价定价方法，且乘客无需出站即可在线路之间换乘，故乘客通常无须关注乘坐的线路属于哪间公司。
| 运营公司                             | 运营公司                             | 负责运营                                    |
| ------------------------------------ | ------------------------------------ | ------------------------------------------- |
| 深圳地铁运营集团有限公司             | 客运一分公司                         | █1号线、█2号线、█8号线、█11号线、█20号线    |
| 深圳地铁运营集团有限公司             | 客运二分公司                         | █5号线、█9号线、█10号线、█14号线            |
| 深圳地铁运营集团有限公司             | 客运三分公司                         | █3号线、█6号线、█6号线支线、█7号线、█16号线 |
| 港铁轨道交通（深圳）有限公司         | 港铁轨道交通（深圳）有限公司         | █4号线                                      |
| 深圳市十二号线轨道交通有限公司       | 深圳市十二号线轨道交通有限公司       | █12号线                                     |
| 港铁中铁电化轨道交通（深圳）有限公司 | 港铁中铁电化轨道交通（深圳）有限公司 | █13号线                                     |

### 列车班次
除11号线和20号线的末班运营时间，所有线路的运营时间为6:30-23:00，而除4号线、5号线外的线路于23:00后会利用回库车开行半程末班车。各线的起点站、终点站于6:30对开首班车，23:00对开末班车。加上列车的行驶时间，部分车站的服务时间可达次日零时。自2016年12月25日起，深圳地铁11号线从碧头及福田的末班车发车时间分别为23:34及23:30，以确保机场站于凌晨0时仍有地铁服务。而20号线因应周边地区开发程度和出行需求较低的因素，故首位末班车于22:00发出。每逢平安夜、除夕、元宵等节假日，地铁运营时间均会适当延长（20号线除外），最长延长至次日2时。至于地铁车站，则是在该站第一列车到达10分钟前开站，最后一列车开出10分钟后关站。
地铁各线均具备开行小交路的条件。为一步压缩客流密集区段的行车间隔，2号线、3号线、4号线、5号线、6号线、10号线、11号线、12号线均开行了大小交路列车，但不同公司的称呼有所差异。

### 票务

#### 票价
深圳地铁采用按里程分段计价的计费方式，现时的普通车厢最高收费是15元。起步價为2元，可乘坐4公里。超过4公里但不足12公里的部分，每4公里加收1元，超过12公里但不足24公里的部分，每6公里加收1元；而超過24公里后，每8公里加收1元。若两站间有多种线路或换乘方案，则按最短里程的线路或换乘方案计算票价。「深圳通」學生卡可享優惠價（半價）；部分人士可享受免費乘車优惠。
乘坐商务车厢除了需要按上述原则购买车票之外，还需要缴纳商务车厢使用附加费，附加费用数量相当于上述计费原则的两倍并在购买商务车厢专用车票时一并支付，故乘坐商务车厢的旅客需要支付三倍票款。目前只有地铁11号线设有商务车厢，乘坐商务车厢，最低费用为6元，最高费用为35元，如果多条线路换乘时，最短换乘路线（里程最少的换乘方案）中如果不包含11号线，则乘坐商务车厢时一律加收商务车厢使用费4元。另外，乘坐商务车厢的乘客将不享受任何优惠（深圳通卡公交间换乘优惠除外）。
车票有效期为3.5小时（210分钟），乘客应在进站后3.5小时内出站。若发生超时，则出站时将会处以全线最高票价（15元）的罚款，若使用优惠票（如深圳通学生卡等）乘车，则会处以除了正常乘车区间应扣除的优惠票价之外，再附加优惠后的全线最高票价的罚款。若使用纪念票（计次票）乘车，则除了扣除一次当次乘车的次数之外，还会再附加扣除一次乘车次数作为罚款，若计次票的剩余次数为零，则需要补交全程最高票价（15元）后，方可出站。另外，若使用交通卡、银联卡、刷手机、刷智能手表、刷二维码乘车，应遵守“一人一卡、一进一出”的使用规则，乘客须用同一车票载体进出闸机，否则闸机将显示“无效票”。而金融IC卡和智能手机、智能手表也不能混用。
由於福田口岸站4號線與10號線轉乘通道仍未完成，乘客在該站需出站轉乘，車程不會連續計算，乘客可在福民站換乘。
2004年开通至2010年12月27日，深圳地铁采用区间分段计价的计费方式。起步价为2元，可乘坐3个区间。每相邻两站之间为1个区间，每4个区间为1个区段，每进入下一区段加收1元。

#### 車票
目前深圳地铁共有9种票种可供乘客使用，分别是单程票、儿童票、深圳通、带有交通联合标志的全国交通一卡通、银联闪付（金融IC卡和已绑定银联卡的手机）、一日票、纪念票、区段定期票和乘车码。

##### 单程票
单程票是绿色或黄色的圆形射频识别（RFID）IC代幣。单程票平时主要采用售票机进行售票，遇到客流高峰时段部分车站会开放人工售票点。机器对纸币的平整程度有很高的要求；若机器不能识别，则可以找服务人员兑换纸币。使用自动售票机购买单程票时，每次最多可购买8张，若需购买超过8张则需要重复操作。
开通初期可以使用100、50、20、10，5元纸币及1元、5角硬币购买单程票，但大量乘客使用大额纸币购买导致购票时间过长且找零困难，机器经过调整后只接受10元、5元纸币和1元、5角硬币购票。若乘客没有5元纸币，可以前往车站客服中心兑换。部分车站能以10元纸币购买车票，部分车站能以找零额在4元或以下的情况下使用更高面值的纸币。另外，7号线、9号线、11号线沿线售票机首次支持纸币找零及硬币“一把投”，乘客购票时可将最多4枚硬币同时投入售票机。2017年11月20日起，深圳地铁在9号线各车站先期开通自动售票机二维码扫码购票和取票服务，至2018年2月2日完成路网全覆盖（共508台，非全部）。乘客可通过“深圳地铁客户端”或“深圳地铁e出行”微信小程序提前购票或现场取票，也可使用微信、支付宝扫码方式购买。
在开通初期，黄色单程票原本是有计划用作小童单程票，但一直未有实行，故深圳地铁11号线开通之前，黄色单程票和绿色单程票在使用过程中没有区别。但是在2016年当深圳地铁11号线开通后，黄色单程票已经作为深圳地铁11号线商务车廂的专用单程票。目前，只有11号线的沿线车站可发售商务车厢专用单程票，持有绿色单程票的乘客将不可直接乘坐商务车厢，需要出站后重新购买商务车厢专用车票后重新进站，方可乘坐商务车厢。持有商务车厢专用（黄色）单程票的乘客，可以任意使用闸机进站，但必须选择专用闸机出站。

##### 深圳通
深圳通是在深圳用于公共交通支付的一种智能储值卡，可在地铁和大部分公交巴士上完成非现金形式的车资支付，还可在部分超市及便利店用于小额购物支付。有普通卡和学生卡之分。深圳通可在侨城东站、宝安中心站、大剧院站（2号线一侧）、市民中心站、湾厦站、黄贝岭站、民治站、翻身站的服务中心购買，除此之外的车站亦可能会有深圳通流动贩售点（如深圳北站等）或自动售卡机，进一步方便市民自助购卡。除了地铁站之外，在一些便利店如萬店通、7-11、百里匯等也可購買深圳通卡。購買时要20元人民幣押金，退卡時返還押金，在地铁车站及便利店中只能购买深圳通普通卡。深圳地鐵各站點設有「深圳通」增值机，机器只接受50元和100元的纸币，故每次最低增值额为50元人民幣。此外，深圳地铁所有车站的服务中心都可以为深圳通卡办理充值业务，但每次充值的金额仍然限于50元人民幣的整数倍。
使用“深圳通”乘坐地铁的乘客，可享受95折的优惠。若乘客在刷卡5分钟后到90分钟内，在不同的公交线路间、在公交线路与地铁间、在地铁与公交线路间、在地鐵與深圳有軌電車間换乘，都可在刷卡优惠的基础上，再享受0.4元/人次的换乘优惠，但乘坐地铁11号线的商务车厢将不享受上述与地铁相关的所有优惠（是否乘坐商务车厢以深圳通卡是否经过商务车厢核准为准）。
2020年3月6日，深圳地铁全线网支持微信深圳通+小程序，打开深圳通app／微信深圳通+小程序／i深圳app，根据车站指引标识选择指定闸机，即可扫码进出车站，该支付方式暂不享受折扣优惠，计费规则与地铁单程票一致。

##### 掃碼支付
2018年5月8日，深圳地鐵推出掃碼支付服務，乘客需使用深圳地鐵app／港鐵深圳app／騰訊乘車碼／深圳地铁e出行小程序／港铁深圳live+小程序（支付方式限内地版微信支付，香港版不支持），在支援掃碼的閘機前使用掃碼進出車站。深圳地鐵暫不提供乘車優惠，票價相當於單程票程，初段計劃每站最少各有兩部閘機進入及離開付費區域，在部分較繁忙的車站如老街站、車公廟站有更多支援掃碼的閘機。11月5日，随着深圳地铁所有车站闸机完成升级改造，所有闸机均支持扫码过闸进站乘车。
掃碼支付服務开通初期暂不支持乘坐11号线的商务车厢。2019年3月30日，11号线的商务车厢开始支持掃碼支付乘车，乘客在11号线车站站台核准机处刷码核准后即可乘坐。
2023年1月8日起，香港乘客可以使用“AlipayHK”App扫码乘坐深圳地铁。

##### 银联闪付和交通联合卡
- 一排支持银联闪付的闸机
- 一台支持银联闪付的闸机
- 地铁站地面指示乘客前往银联闪付功能支持的閘機

2018年12月28日，深圳地铁集团在部分车站推出银联闪付过闸服务，之后于2019年3月1日全线支持。同时，带有交通联合标志的全国交通一卡通亦可在深圳地铁使用（但无法享受任何乘车优惠，计价与普通单程票相同）。乘客也可以使用银联IC卡闪付，或是Apple Pay等绑定了银联卡的手机，通过印有“银联闪付”字样的红色闸机直接过闸。使用银联闪付和交通联合卡的乘客暂时无法乘坐11号线商务车厢，必须另行购票。
根据计划，深圳地铁全线网每个车站至少设有“两进两出”四台闸机支持金融IC卡及全国交通一卡通，而车公庙、福田、老街、后海等客流量大的车站，则设置了至少10台支持金融IC卡及全国交通一卡通的闸机。而4号线则根据各车站特点灵活调整，在大客流车站平均每站设立约“四进四出”8台闸机，其中深圳北站4号线进站口的所有闸机均可支持金融IC卡和全国交通一卡通。2019年9月，所有车站的闸机均已支持此种支付方式。

##### 其他特殊车票
（均不可用于地铁11号线的商务车厢）
- 儿童票：适用于身高1.2～1.5米，且年龄在6-14周岁的儿童。可享5折优惠。儿童票为纸质，持有儿童票的孩童不能从闸机进、出站，而应从优惠免费（人工）通道进、出站，由车站工作人员回收入站、出站联。
- 日票：全称为“深圳轨道交通一日票”，价格25元，于各车站客服中心发售。首次进站起24小时内不计次数进站，27.5小时内完成最后一次出站[90]。日票可在所有车站所有线路中使用。
- 纪念票：又称计次票，不定时发行。有效期通常为数月至一年，并在有效期内有乘车次数限制。乘客可在限定的次数内不计里程乘坐地铁，可在所有线路中使用。
- 区段定期票：不定时发行。仅限在有效期内及规定区段内单人不限次使用。

##### 免费乘车政策
（均不可用于地铁11号线的商务车厢）
- 年满65岁（含65岁）的老年人（户籍、国籍不限），可凭中华人民共和国居民身份证或深圳市老龄委核发的《深圳市敬老优待证》、《深圳市敬老优待卡》、《深圳市敬老优待证》或《深圳市暂住老人免费乘车证》等有效证件免费乘坐地铁。
- 身高1.2米以下或6岁以下（凭身份证等有效证件）的儿童可免费乘坐轨道交通普通车厢；使用商务车厢单程票和深圳通卡乘坐商务车厢的乘客，可携带一名身高1.2米以下或6岁以下的儿童免费乘坐商务车厢，但不可占用座位。
- 残疾军人凭《中华人民共和国残疾军人证》，伤残人民警察、伤残公务员、因战因公伤残人员可凭《残疾人民警察证》、《中华人民共和国伤残公务员证》、《中华人民共和国因战因公伤残人员证》，现役军人凭中国人民解放军（武装警察部队）军官证、文职干部证、中国人民武装警察部队警官证、士兵证和各类军事院校的学员证免费乘坐地铁。
- 深圳市户籍享受抚恤补助待遇的残疾军人、复员军人、带病回乡退伍军人、参战涉核退役人员、烈士遗属、因公牺牲军人遗属、病故军人遗属可凭《深圳市优抚对象优待证》免费乘坐地铁。
- 深圳市户籍的军队离退休干部可凭《离休干部荣誉证》和《军（警）官退休证》免费乘坐地铁。
- 深圳市户籍的残疾人可凭市残联核发的《深圳市残疾人乘车卡》或第二代《中华人民共和国残疾人证》免费乘坐地铁；非本市户籍的残疾人凭第二代《中华人民共和国残疾人证》免费乘坐地铁。

### 廣播
深圳地铁的廣播聲帶先後是由普通話、粵語和英語廣播，與廣州地鐵和佛山地鐵相同。部分线路因部分区间站距较短，因此会出現沒有粵語廣播的情況，例如7号线皇岗村与往西丽湖方向的石厦站广播。
至于深圳地鐵的4号線由於由港鐵子公司管理，所以其廣播聲帶與港鐵和北京地鐵4號線的版本都幾近相同。与港铁一样，普通话由王欣录制，粵语和英语则由陈如茵录制，但粵普廣播的次序互相對調；相對北京地鐵4號線则多了粵語廣播聲帶。
于2016年10月起，深圳地铁在大剧院、科学馆、华强路等车站的报站中增设冠名广告，及后逐渐扩散至更多车站的报站。增设冠名广告的车站的普通话报站声带多重新录制，语速加快，但也有将冠名广告声带直接插入于原有的报站语音中的情况（如1号线华侨城站）。在2020年8月18日起，因應6號線及10號線同步正式通車，所有路線車站統一更換新廣播。
| 广播格式 |
| --- |
| 车厢广播格式 深圳地铁集团运营路线： - 始发欢迎语： （普通话、粤语）欢迎乘坐深圳地铁，本次列车开往XX方向。 （英语）Welcome to Shenzhen Metro, this train is bound for XX. - 预告站点： （普通话）下一站：XX，乘客可换乘X号线（或前往XX）。此站可到达XX（冠名广告）。列车运行方向X侧的车门将会打开，请小心列车与站台之间的空隙。 （粤语）下一站：XX，乘客可转乘X号线（或前往XX）。列车运行方向X侧嘅车门将会打开，请小心列车与站台之间嘅空隙。 （英语）The next station is: XX. Passengers can transfer to Line X (or go to XX). Doors towards the next station will open on the X, please mind the gap between the train and platform. 港铁路线（4号线）: 除粤普广播语序与港铁路线对调外，与港铁路线报站并无较大不同；（但车门开启时，没有「叮咚」声；車門關閉時，仍採用原香港地鐵的9次「嘟」聲，而非兩鐵合併後的18次，现时已改成播放至关门后停止。） - 预告站点： （普通话）XXX提醒你。（冠名广告） 下一站，XX。乘客可以换乘X号线。X侧的车门将会打开。 （粤语）下一站，XX。乘客可以转乘X号线。X边嘅车门将会打开。 （英语）Next station, XX. Interchange station for Line X. Doors will open on the X. （普通话）前往XXX的乘客，请在该站下车。（冠名广告） - 三线换乘及深圳北站报站： （普通话）XXX提醒你。（冠名广告）下一站，XX。左侧的车门将会打开。前往X号线、X号线各站（，或高铁深圳北站的）乘客，请在该站换乘。 （粤语）下一站，XX。左边嘅车门将会打开。前往X號線、X號線各站（，或高铁深圳北站）的乘客，请在该站转车。 （英语）Next station, XX. Please change there for Line X、Line X (, or Shenzhen North Railway Station). Doors will open on the left. - 到達站點： （普通話）已经到达XX，请小心站台空隙。 （粵語）已经到达XX，请小心站台空隙。 （英语）We are arriving at XX.Please mind the gap. |
| 站台广播格式 深圳地铁集团运营路线： - 列车进站预告： （普通话）开往XX方向的列车即将进站，请按地面指示排队候车，先下后上，并小心列车与站台之间的空隙。 （粤语）开往XX方向嘅列车即将进站，请按地面指示排队候车，先落后上，并小心列车与站台之间嘅空隙。 （英语）The train bound for XX is arriving soon, Please let the passengers off the train first, Please line up, and mind the gap between the train and platform. - 站台广播：现时大部分车站已取消站台广播，唯独红树湾南站还未取消相关广播。 （普通话）欢迎光临红树湾南站。请先下后上。 （粤语）欢迎光临红树湾南站。请先落后上。 （英语）Welcome to Hongshuwan South Station. Please let the passengers off the train first. - 列车关门提示： （普通话）车门即将关闭，谨防夹伤。 （粤语）车门即将关闭，慎防夹伤。 （英语）The door will close soon, please mind your safety. 港铁路线（4号线）： - 列车进站预告： （普通话）XX（冠名广告）地铁语音提醒您：前往XX的列车即将到达，请先让乘客下车。 （粤语）往XX嘅列车即将到达，请先让乘客落车。 （英语）The train to XX is arriving, please let the passengers exit first. - 列车关门提示： （普通话）请勿靠近车门。 （粤语） 请勿靠近车门。 （英语）Please stand back for the door. |

### 女士優先車廂
2017年6月26日起，深圳地鐵1、3、4、5號綫首末兩節車廂改為女士優先車廂。2018年3月8日，有關安排擴展至2、7、9、11號綫，除11號綫設於第1節和第6節（第7、8節為商務車廂）外，其餘路綫的女士優先車廂都設於首末兩節車廂。
2022年10月28日起，深圳地铁全线网逐步取消“女士优先车厢”。

### 客运量
自2004年一期工程开通后，客运量稳步增长。到2009、2010年新线路开通时，客运量呈现较大幅度的增长。2011年，二期工程大规模开通后，客运量增加到2010年的3倍。至2012年，地铁网络运营1年，客流虽然仍在增长，但增速相对平缓。2016年，深圳地铁三期工程的7、9及11号线相继开通，客流量与前几年相比呈较大增长。但受2019冠状病毒病疫情影响，深圳地铁在2020年至2022年客运量有所减少。直至2022年末深圳地铁四期的6支、12、14及16号线相继开通，以及2023年初对新型冠状病毒感染实施“乙类乙管”后，深圳地铁客流客运量继续增长，地铁线网公共交通分担率不断提升，日最高客流纪录持续突破。
日最高客流纪录则于2024年12月31日创下，当日客流量达1188.49万人次。
暑期深圳市民出行活跃，每年7月份的地铁客运量处于全年最高水平，占全年客运量的9.3%。由于深圳外来人口比例较大，因此1月份的地铁客运量处于全年最低水平，仅占全年客运量的6.7%。
| 年份             | 2005  | 2006  | 2007  | 2008  | 2009  | 2010  | 2011  | 2012  | 2013  | 2014  |
| ---------------- | ----- | ----- | ----- | ----- | ----- | ----- | ----- | ----- | ----- | ----- |
| 客运量（亿人次） | 0.58  | 0.90  | 1.18  | 1.36  | 1.38  | 1.63  | 4.60  | 7.81  | 9.14  | 10.36 |
| 年份             | 2015  | 2016  | 2017  | 2018  | 2019  | 2020  | 2021  | 2022  | 2023  |       |
| 客运量（亿人次） | 11.22 | 12.97 | 16.54 | 18.77 | 20.21 | 16.23 | 21.78 | 17.51 | 27.11 |       |

## 争议及焦点事件

### 票价问题
2010年二期开通前，深圳地铁的票价为全国最贵之一。名义上，深圳地铁与广州地铁的收费标准相同，然而乘客使用羊城通搭乘广州地铁，每个自然月内，乘车次数超过15次，则从第16次起，每次乘车都可享受6折优惠，直到该自然月周期结束。深圳则只有深圳通95折优惠，因而深圳地铁的实际票价高于广州。
在2010年前，深圳地铁一直是按站分段计价。二期工程开通后，车站站距相差较大，因此有必要按里程分段计价。2010年9月，深圳市举办城市轨道交通票价听证会，当时提出了三套听证方案；同年12月29日公布的最终方案则是其中票价最贵且基本没有体现参会消费者代表意见的方案二，因此引发了较大争议。政府及地铁公司称，未来几年，深圳轨道交通投资将占地方财政收入平均15.8%，这也意味着深圳财政收入中每100元要有15.8元用于轨道交通投资。预计2012—2016年，深圳地铁计折旧和利息亏损额将达220亿元，需要通过票价来弥补地铁运营亏损。该票价方案体现合理分担原则，兼顾了乘客的经济承受能力、运营企业的可持续发展需求、政府财政补贴能力，有利于城市轨道交通的可持续发展。
消费者代表则对新票价方案表示反对。听证会现场辩论激烈，大部分消费者代表认为方案价格偏高。官方给出的三个方案几乎没有获得消费者代表支持，且许多人自带方案上阵，大运会前后深圳实施地铁一票制的呼声也非常高。有消费者代表认为，随着地铁网络的完善，客流会急剧攀升，地铁物业、广告及其他收入都会有很大的增加，没有必要在地铁初期运营的时候就要求以票务收入弥补经营性收入。多位参加了地铁票价听证的消费者代表在谈到地铁票价听证时，均表示很失望，该听证会亦被称为“史上最忽悠”的听证会。虽然遭遇到诸多反对，新票价方案仍然于2010年12月28日起实施。

### 地铁员工家属免费乘车争议
深圳地铁在2010年9月被媒体曝光其员工家属享有免费乘车的福利，具体为每位地铁员工可以给家属办理两张免费乘车卡（一张成人，一张小孩），此卡和深圳通不同，卡上贴有相关人员的照片；该项福利引起了广泛争议；地铁相关负责人称家属乘车优惠这部分支出并未纳入运营成本，对票价成本计算没有影响，并且使用率非常低，实际很少人使用。为平息争议，保证票价听证会的顺利进行，深圳地铁宣布自2010年9月20日零时起取消员工直系家属临时乘车卡。

### 车站命名和翻译

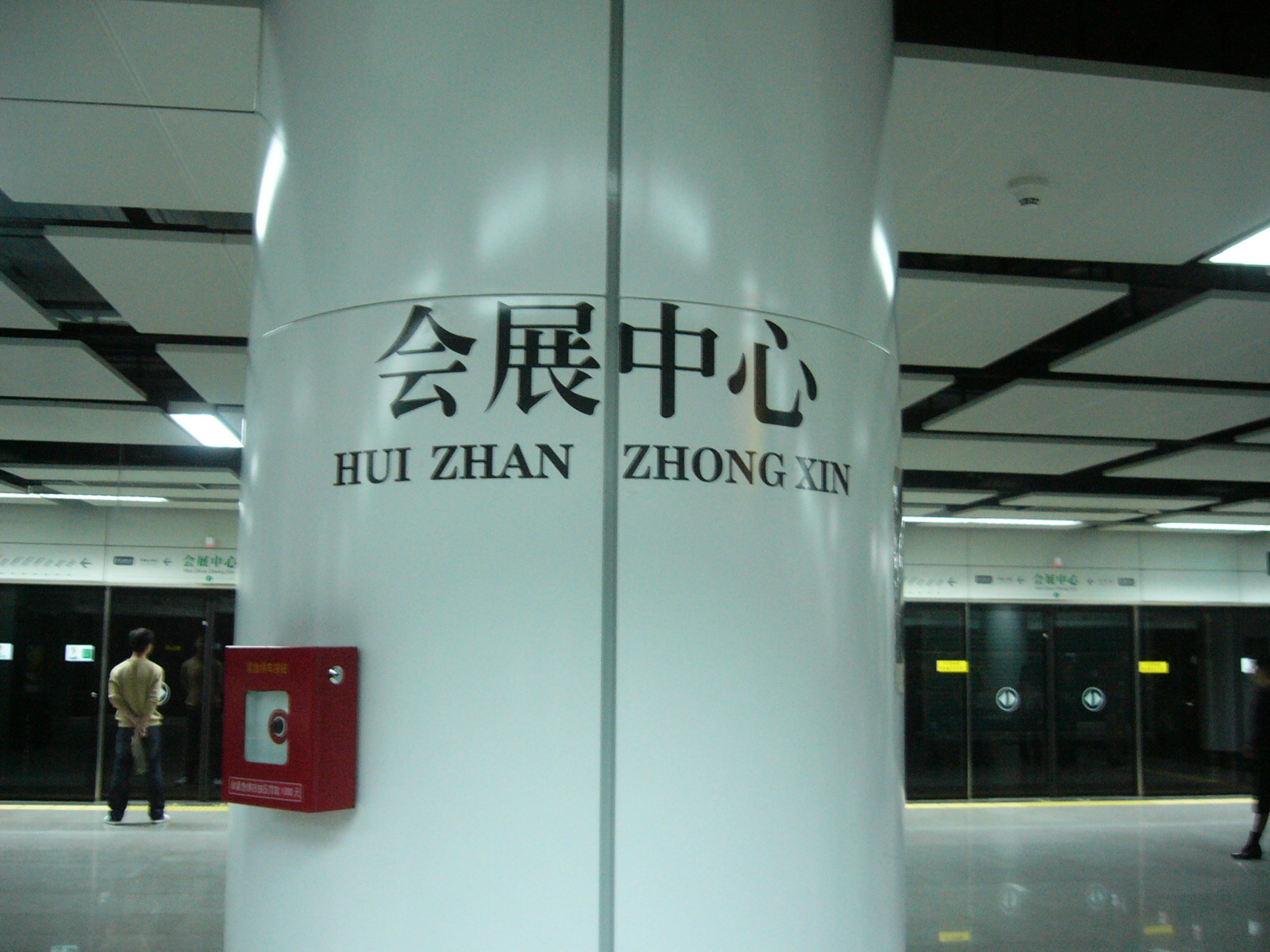
早期深圳地铁站名仿照港铁，拼音站名每字分写。摄于2007年。

在一期工程建成初期，车站命名曾引起争议，原因就是站名不夠大眾化，不通俗。科学馆、大剧院知名度低，建筑陈旧，却作为繁华地区的地铁站名，为公众所诟病；深大站、高新园站、皇岗站的站名与实际位置不符，极易误导乘客。曾有人大代表提出更名的提案，但由于改名成本高昂而未果。仅有皇岗站因实际位于福田口岸而改名。此外，部分车站命名并不符合实际依据，部分站名将工程名沿用或根据此地未来规划进行不恰当修改。现时，铁路公园站，前湾公园站等车站附近并不存在公园，相关配套设施仅处于规划期间。亦有部分車站命名與相關配套名稱並不一致，或地標方位名稱出現修改或地標消失，例如：松崗公園站、寶安客運站等車站。
在站名的英文翻译方面，深圳地鐵營運初期，各站英文名皆以每字的拼音拼合而成。如「科學館站」站名翻譯為「Ke Xue Guan」而非「Science Museum」。於是列車廣播英文報站改用了漢語拼音加英語意譯的方式，即「Ke Xue Guan, 翻译为 Science Museum」。然而，由于大运会的召开，深圳地铁已于2010年起，将所有英文站名改为意译，此举反响不一。反对者認為鑑於中國人對英語的認知水平較低，使用漢語拼音會讓外國人問路更直接簡單。比如說，一個外國人說「Science Museum」，一個不懂英語的市民來說根本不知道這個外國人說什麼，但是如果這名外國人說「Ke Xue Guan」，即使發音不是那麼標準，在一定程度上可以讓別人知道這名外國人要去的地方，也在另一個方面簡化了交流的方式。过度翻译的例子还有荔林站之「Litchi Orchards」，其英文命名为将中文逐字翻译。而此地为住宅区，并非是大片“荔枝林”。这类的过度翻译更可能误导外国乘客。
少部分车站的英文命名翻译与线网内其他线路语法不搭。例如高新南站，其初期的英文命名为「Hi-tech South」。其既不符车站命名原义（理想的命名应为Hi-Tech Park South），可能令不理解中文语义的乘客混淆，其更不符深圳地铁英文命名中的语法使用（1号线高新园站命名为Hi-Tech Park，而该站的t为小写）。深圳地铁在该站开通后将英文重新翻译为「Hi-Tech South」，标示牌和补丁在该站开通后才开始更换和张贴。亦有部分車站的英文翻譯與線網內其他翻譯模式出現不符，例如寶田一路站，其翻譯為「Baotian 1st Road」，與線網其他車站翻譯模式不符，線網其他車站多以字母縮寫「Rd」代替「Road」，例如華強路站「Huangqiang Road」、鹽田路站「Yantian Rd」。而同期建设的5号线西延段的屏蔽门只是也出现类似问题，将「往黄贝岭」的地名漏了大写，付印为「To huangbeiling」。此外，深圳地铁旗下线路在标示方面很多用语均为机器翻译。

### 4号线二期开通早期的拥挤和故障频发

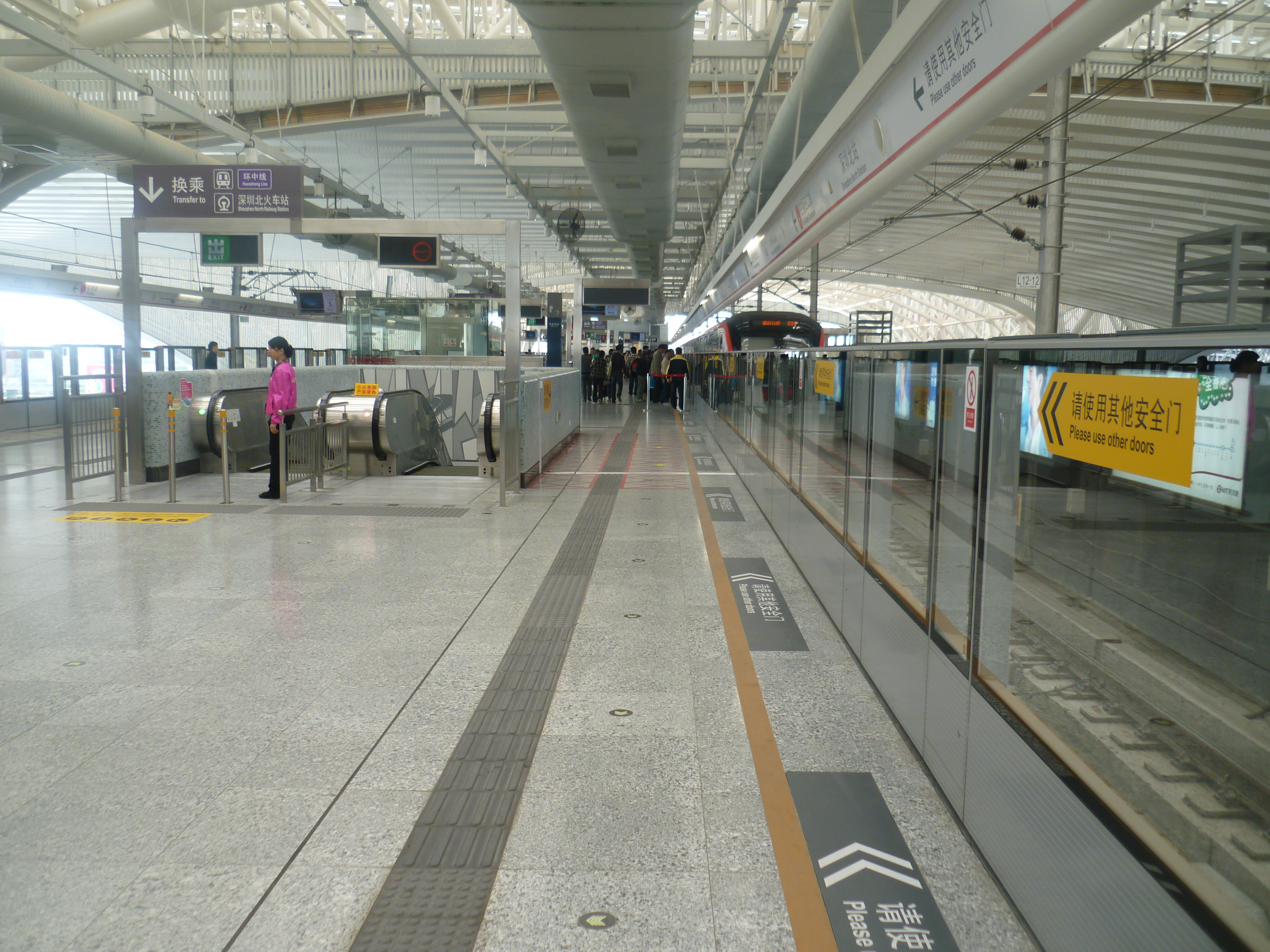
二期刚开通时车站月台预留的6节编组位作未来发展，现已改造为半高式月台門。

4号线是深圳地铁唯一在全綫（蓮花北至清湖启用後）开通初期采用四节编组列车（现已经全数扩编为六节）的线路，也是深圳2020年6号线、10号线开通之前唯一的南北向地铁干线，承载了大量进出关客流，包括深圳北站换乘高铁和5号线转乘4号线的客流。因此4号线在高峰时期极其拥堵，乘客甚至要等待数十分钟才能上车。港铁（深圳）公司不得不在车站设置铁马，引导人流，但仍然无法改变在高峰期运力短缺、秩序混乱的局面。大量乘客在微博、论坛等表达对港铁公司的不满，要求加挂列车，改为六节车厢。
港铁（深圳）公司称，4号线现时采用4节车厢安排，是希望在同样的车厢数量下，提供更频密的列车班次以减少乘客平均候车时间，提高乘客体验。同时，4节列车编组安排，也是根据政府核准的4号线工程可行性研究报告，依照与政府签订的《特许经营协议》而定。深圳市轨道办亦承认，规划设计之初，在上报至国家发改委的《工程可行性研究报告》中，报批的车厢数为初期（开通3年内）、近期（4至10年）四节，远期（25年）六节。这个设计，无法预料到后来岗厦拆迁，大批流动人口外迁到龙华居住，以及龙华新区的成立和发展，因此目前来看未必最合理，周期设计上显得稍长。港铁公司在2013年开始改造4号线二期车站的屏蔽门，为扩编列车做准备。2014年的1月26日，首两列改造完成的6编组列车上线运营，后续增编速度为平均每月2列，预计2015年3月完成共计28列车的扩编。政府亦采取措施缓解4号线压力，计划将6号线由深圳北站向南延长至市中心区，提前建设10号线，甚至研究在早7时前实行优惠票价，但其效果仍有待观察。
4号线早期故障问题曾受到市民恶评。4号线开通早期，由于其发生故障之多，管理之混乱，服务之低劣，已成深圳市民口中最差的地铁线路。自2011年6月至2012年9月，公开见报的事故有25次。2012年9月5日，4号线因故障停运长达6个小时，成为深圳地铁有史以来最严重的行车事故。
近年来，随港铁（深圳）在4号线上全线使用六节车厢和重大故障的减少，该线路的市民评价有所改善。不过，不善的客流管制和小型事故仍时有发生。

### 与港铁相似之处

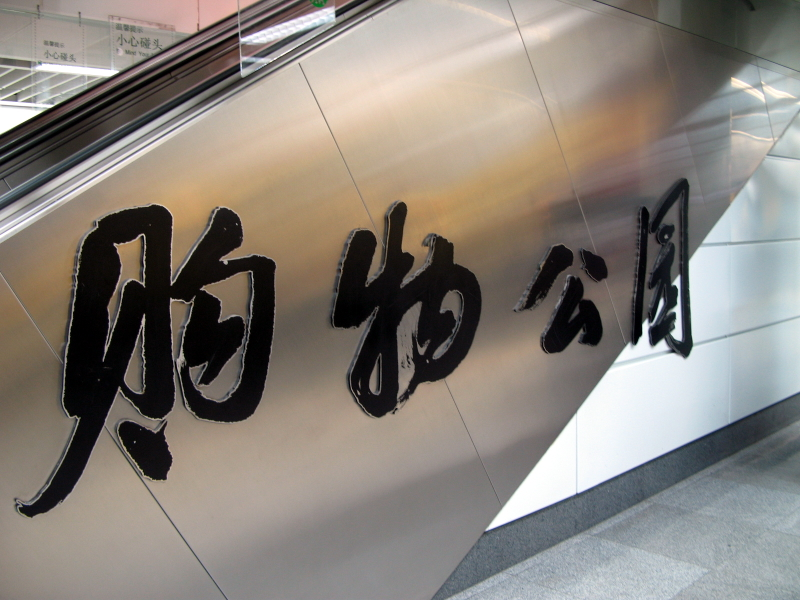
站名毛笔字，图为购物公园站。

在深圳地鐵的營建期間，不少工程及顧問合約皆批出予當時香港地鐵公司（現港鐵公司），第一批員工亦多於港鐵接受培訓，因此深圳地鐵從外觀、設施、至系統細節等，很多地方皆與現港鐵極為相似，車站內部設計更加仿如其翻版。有指深圳地鐵的標誌亦是參考港鐵而成的。而2010年接管4号线的港铁公司，在4号线二期工程和三期工程的各站建设则完全复制了港铁的车站风格，一期各站经过改造后也接近港铁東涌綫的车站风格。
现时除4号线及13号线各站为港铁公司管辖以外，其他线路均为深圳地铁集团管辖，而在深圳地铁集团管辖区域内的，有很多与港铁的相似点：
- 深圳地鐵标誌（曾經深圳地鐵標誌比港鐵標誌中間多了一筆但於2020年11月更換標誌，更換標誌後外圈被剷除）
- 出口標誌
- 拼音站名每字分写（现已取消）
- 命名线路（现已取消）
- 设立不同席别等级（港铁方面将東鐵綫上类似设计称为「头等车厢」，深圳地铁11号线則以「商務車廂」命名）

### 野蛮施工事件
2018年7月初，深圳地铁发生多起野蛮施工事件。7月5日，深圳地铁6号线八卦岭站附近的三条电缆被施工人员挖断，导致八卦岭平安大厦、盛世鹏程、城市主场、体育场充电站等5000户居民断电，深圳供电局官方微博更是发表微博予以谴责。7月7日，深圳地铁10号线岗厦北站施工现场的四条电缆被挖断，导致深业上城、中广核大厦、东方新天地、广电大厦、建设银行大厦等用户停电，深圳供电局官方微博再次发表微博予以谴责。7月8日凌晨，深圳地铁官方微博称将组织施工单位进行抢修修复，同时启用备用电源供电，预计7月13日完成修复。深圳地铁也同时就此事表示歉意，并称将对全市地铁施工涉及地下管线的施工现场进行排查核查。7月10日，深圳地铁集团表示，已经对施工单位予以处罚，对相关责任人予以通报批评。
然而，在7月8日深圳地铁发表致歉微博后不久，深圳地铁再曝野蛮施工事件。7月10日，深圳地铁10号线平吉大道李朗站施工期间，工作人员将一条供水主管道（水泥给水管）挖爆，致使南湾街道友信食品城、兆驰集团、上下李朗社区等沿线用户停水。11日，布吉供水公司表示已派员抢修，预计当晚7点可恢复供水。
以上事件发生后，已有媒体评论指出“为深圳的燃气管道捏把汗”。而7月13日晚，有网民曝出深圳地铁12号线中山公园站的一处燃气管道被地铁施工单位挖爆，致使南头片区停气，现场有严重的燃气味。深圳燃气集团回应媒体咨询时指，南头片区与当晚9时30分许确有因地铁施工单位挖断燃气管道导致停气的情况，经抢修后，供气服务已于次日凌晨1时许恢复。地铁方面则表示，涉事施工单位将被顶格处罚，并将相关责任人员从地铁建设队伍中开除。

## 建设模式

### 投融资
深圳地铁一直探索、创新投融资模式，包括融资租赁、中期票据、中期债券、银团贷款、短期借款等组合方式，并研究策划上市融资。地铁一期工程仅20余公里，70%建设资金来自财政，其余30%由银行贷款。二期工程总长度为155公里，融资压力巨大，政府出资比例减少至40%,剩余60%由深圳地铁有限公司自行融资。三期工程起，深圳市政府不再给予直接资金投入。7号线、11号线总投资的50%来自资本金，主要来源为轨道交通上盖及沿线土地的开发收益。资本金以外的资金来自国内银行贷款。在土地收益不能满足需求时，才由市财政资金投入。除了传统的银行贷款，深圳地铁还陆续开展了多个融资项目，如2011年深圳地铁集团发行了百亿元的中期票据，2013年又发行了百亿元的企业债券。但深圳地铁的建设与发展仍面临着很多难题。

### BT、BOT与PPP
深圳市政府从二期工程开始，大规模使用建设－移交（Build-Transfer）模式用于地铁建设，即由中标单位先行垫资建设，政府三年后进行回购。以缓解资金压力，加快建设进度。总投资200.6亿元的5号线是全球投资最大的BT模式城市轨道交通项目。三期工程中的7号线、9号线、11号线更是全部采用BT模式建设，BT范围内的工程费达480亿元。
4号线则是中国第一条采用建设－运营－移交（Build-Operate-Transfer）模式建设的城市轨道交通线路，亦是CEPA实施以来深港两地的第一个大型基建工程。深圳市政府于2002年作出了引进境内外投资、加快深圳市轨道交通建设的决策，并于2003年决定引入港铁投资4号线。随后，深圳市政府与香港地铁公司签订一系列特许经营协议，将龙华续建工程授予香港地铁公司为特许权项目成立的港铁（深圳）公司（原稱地鐵（深圳）），由港铁（深圳）公司负责4号线的投融资、建设、运营和维护，特许期为30年。政府只负责征地和拆迁等工作，其他工作一律交由香港地铁公司承担。30年特许期满，港铁（深圳）公司将4号线的设施无偿移交给深圳市政府。
12号线、13号线是深圳首批以政府和社会资本合作（Public-Private Partnership）模式运营的地铁线路，PPP项目建设内容包括车辆、信号、自动售检票系统、机电设备及铺轨工程。通过公开招标，深圳地铁集团与中国电建组建项目公司运营12号线，港铁（深圳）公司与中铁电气化局组建项目公司运营13号线，上述两家项目公司负责项目投资建设、运营管理和维护、资产更新及追加投资等业务的全过程管理。

### 土地开发
深圳地铁目前最为倚重的“地铁＋物业”模式，即在满足站点综合交通功能的前提下，将站点上盖及周边物业实施一体化的综合开发，用物业收益反哺轨道交通建设投资和运营。该模式在香港地区得到持续多年的运用并取得良好的业绩，但与内地现行法律存在冲突。《物权法》规定的“招拍挂”制度亦成为香港地铁模式在内地推行的最大障碍，而地铁上盖物业土地的性质问题在法律中尚无明确规定。2005年，深圳市政府曾拟将4号线沿线290万平方米的物业开发权交予港铁公司，但这一计划因未获国家发改委批复而被迫终止。
为此，深圳通过打擦边球的方式，通过限定条件的“招拍挂”，出让土地予地铁集团及港铁公司。地铁集团所缴交的土地出让金，由深圳政府直接作价入股，转入资本金，重新回到地铁集团的账上。深圳地铁二期和三期工程总共进行了14处较大规模的上盖物业开发，用地面积300余万平方米，建筑面积超过1100万平方米。仅三期的物业开发投资即达1844亿元。然而，在深圳地铁集团已竞得的总上盖物业中，大量为政府配建保障性住房（除前海車輛段上蓋項目，其保障房樓面面積少於私樓）。保障房建设不仅占用资金，还进一步压缩了上盖物业的利润空间。
由於2017年深圳地鐵集團已成為萬科集團的主要股東（佔已發行股份約29.38%），近期深圳地鐵集團的上蓋物業項目均伙拍萬科集團發展，如2號綫、9號綫、11號綫的紅樹灣站-紅樹灣南站項目（瑧灣匯）。

## 未來發展

### 线网规划

#### 城市轨道
深圳市于1988年即进行了初步的轻轨规划，并于1994年完成了首份的轨道交通线网规划，随后定期修订。
目前的最新规划是由深圳市规划与国土资源委员会于2017年发布的《深圳市轨道交通线网规划（2016-2035）》，共设33条城市轨道（1-32号线及6号线支线），总长1265公里，其中市域快线8条、普速线路24条。2023年6月，深圳市规划和自然资源局对《深圳市城市轨道交通线网优化规划》进行招标，开始新一轮的轨道交通线网规划。
| 发布年份 | 规划名称                                | 路线数目 | 总长度（公里） |                 |
| -------- | --------------------------------------- | -------- | -------------- | --------------- |
| 1994     | 《深圳市客运轨道交通网络总体规划》      | 9        | 270            | [ 14 ]          |
| 2001     | 《深圳市综合交通与轨道交通规划》        | 15       | 365.2          | [ 167 ]         |
| 2007     | 《深圳市轨道交通规划》                  | 16       | 585.3          | [ 168 ]         |
| 2012     | 《深圳市轨道交通规划（修编）》          | 20       | 716.7          | [ 169 ]         |
| 2017     | 《深圳市轨道交通线网规划（2016-2035）》 | 32       | 1265           | [ 170 ] [ 171 ] |

#### 线网层次
深圳市城市轨道交通分为城际铁路、市域快线和普速线路三个层次，共同构成轨道线网体系。
| 线路等级 | 功能                                   | 服务范围 | 设计速度     | 平均站距   |
| -------- | -------------------------------------- | -------- | ------------ | ---------- |
| 城际铁路 | 珠三角城市群内城市和重要片区之间的联系 | 50km以上 | 140～200km/h | 5～10km    |
| 市域快线 | 联系市域主次中心及深莞惠边界临近城镇   | 30~50km  | 100～140km/h | 2～5km     |
| 普速线路 | 覆盖市域内主要客流走廊                 | 20~30km  | 80～100km/h  | 0.8～1.5km |

### 建设方案

#### 已获批建设
深圳市陆续就轨道交通规划中的内容编制建设方案并申报，目前最新获批的是于2023年获批的五期建设规划。
- 二期建设规划（2005～2010），2005年3月批复
  - 5号线：2008年国家发改委批复了5号线工程，由于施工难度等原因，黄贝岭站后至大剧院段未开展建设。
- 三期建设规划（2011～2016） ，2011年4月25日批复
  - 8号线 联系莲塘与盐田区，提供莲塘与盐田区组团之间的快捷交通服务。由于前期地形复杂，制式问题久而未决，因此建设时间较其他线路为晚[34]。
- 四期建设规划（2017～2022） ，2017年7月7日批复
  - 13号线 由南至北穿过南山、宝安，连接深圳湾口岸、后海中心、南山科技园、留仙洞总部基地、石岩片区等地。线路南起深圳湾口岸，终于上屋站。13号线线路全长约22.45公里，全为地下线，线路两端均预留延伸条件。沿途与2号线科苑站、9号线粤海门站、1号线深大站接驳。13号线是连接深圳湾口岸与公明的市域快线，线路跨南山区、宝安区、光明区。线路连接后海、科技园、留仙洞总部基地、石岩、公明、光明等地，覆盖中部偏西地区南北向交通需求走廊。
- 四期建设规划调整（2017～2022），2020年3月26日批复
  - 20号线 在2020年4月获得批复前，并不在国家发改委所批准的三期工程或四期第一批范围中，但随国际会展中心的开工而被纳入工程范围，并于2016年9月开工。20号线起于宝安国际机场T4航站楼至深圳国际会展中心，是支撑大空港、T4枢纽的线路，将加强与东莞长安新区联系。20号线原计划工期13个月，预计2018年投入使用。[172]。2018年初，在建设完土建工程后，因国家收紧轨道交通建设要求，因其未经国家审批，故无法在2019年11月与国际会展中心同步启用。2020年3月，线路最终于四期调整中获得批复，预计建设工期三年。
- 粤港澳大湾区城际铁路建设规划，2020年7月30日批复，其中两条线路由深圳市自行建设并纳入深圳地铁网络营运
  - 深惠城际前海保税区至惠城南段（含大鹏支线）
  - 深圳机场至大亚湾城际深圳机场至坪山段
- 五期建设规划（2023～2028），2023年3月批复

| [ 需要更新 ]                                           |            |                       |                  |                 |               |        |          |          |              |
| 预计启用时间                                           | 线路名称   | 工程名称              | 起点站           | 终点站          | 長度 （公里） | 车站数 | 列车编组 | 线路等级 | 所属建设规划 |
| 2025年                                                 | █11号线    | 二期後通段            | 華強南           | 红岭南          |               | 1      | 8A       | 市域快线 | 四期调整     |
| 2025年                                                 | █6号线支线 | 二期                  | 光明             | 光明城          | 4.94          | 3      | 6B       | 市域快线 | 四期调整     |
| 2025年                                                 | █16号线    | 二期                  | 大运             | 园山西坑        | 9.46          | 8      | 6A       | 普速线路 | 四期调整     |
| 2025年                                                 | █5号线     | 黄贝岭站后 至大剧院段 | 黄贝岭           | 大剧院          | 2.88          | 3      | 6A       | 普速线路 | 二期         |
| 2025年                                                 | █13号线    | 一期                  | 高新中           | 上屋            | 16.86         | 10     | 8A       | 市域快线 | 四期         |
| 2025年                                                 | █13号线    | 二期（北延）          | 上屋             | 李松蓢          | 19.30         | 11     | 8A       | 市域快线 | 四期调整     |
| 2025年                                                 | █8号线     | 三期                  | 小梅沙           | 溪涌            | 3.69          | 1      | 6A       | 普速线路 | 四期调整     |
| 2026年                                                 | █13号线    | 二期（南延）          | 深圳湾口岸       | 东角头          | 4.07          | 3      | 8A       | 市域快线 | 四期调整     |
| 2027年                                                 | 深惠城际线 | 大鹏支线              | 龙城             | 新大            | 39.39         | 6      | 8D       | 城际铁路 | 城际         |
| 2027年                                                 | 深大城际线 | 深圳机场 至坪山段     | 机场北           | 聚龙            | 69.19         | 11     | 8D       | 城际铁路 | 城际         |
| 2027年                                                 | 深惠城际线 | 前海保税区 至坪地段   | 前保             | 坪地            | 59.38         | 11     | 8D       | 城际铁路 | 城际         |
| 2027年                                                 | █15号线    | /                     | 前保             | 環線            | 32.21         | 24     | 4A/6A    | 普速线路 | 五期         |
| 2028年                                                 | █17号线    | 一期                  | 罗湖西           | 上李朗          | 18.8          | 18     | 6A       | 普速线路 | 五期         |
| 2028年                                                 | █19号线    | 一期                  | 南塘围           | 聚龙            | 12.5          | 12     | 4A       | 普速线路 | 五期         |
| 2028年                                                 | █20号线    | 二期                  | 机场北           | 白石洲          | 24.9          | 11     | 6A/8A    | 市域快线 | 五期         |
| 2028年                                                 | █22号线    | 一期                  | 上沙             | 黎光            | 34.76         | 21     | 6A       | 市域快线 | 五期         |
| 2028年                                                 | █25号线    | 一期                  | 吉华医院         | 石龙            | 16.85         | 14     | 6A       | 普速线路 | 五期         |
| 2028年                                                 | █32号线    | 一期                  | 溪涌             | 葵涌东          | 9.5           | 4      | 4A       | 普速线路 | 五期         |
| 2029年                                                 | █27号线    | 一期                  | 松坪村、吉华医院 | 岗头西 、荔枝苑 | 23.8          | 19     | 6A       | 普速线路 | 五期         |
| 2029年                                                 | █29号线    | 一期                  | 红树湾南         | 兴东            | 11.3          | 10     | 6A       | 普速线路 | 五期         |
| 待定                                                   | █10号线    | 东延                  | 双拥街           | 黄阁坑          | 7.93          | 5      | 8A       | 普速线路 | 五期         |
| 待定                                                   | █11号线    | 北延                  | 碧头             | 長安汽車站      | 2.6           | 1      | 8A       | 市域快线 | 五期         |
| 未有开通日期                                           | █7号线     | 支线                  | 文体公园         | 深云            |               | 1      | 3A       | 普速线路 | 三期         |
| - 注释：灰色背景代表该工程仍在前期工作阶段，尚未开工。 |            |                       |                  |                 |               |        |          |          |              |

#### 未获批及未申报建设
以下为最新《深圳市轨道交通线网规划（2016-2035）》中，尚未获批或未被编入建设方案的线路，现时未有明确的建设时间表，最终线路走向及车站亦存在较大变数，预计将在2035年前陆续编入未来的建设方案并申报。
| 线路名称 | 起点站     | 终点站   | 途经区域                               | 线路等级 |
| -------- | ---------- | -------- | -------------------------------------- | -------- |
| 5号线    | 赤湾       | 太子湾   | 南山区                                 | 普速线路 |
| 9号线    | 前湾       | 宝安公园 | 南山区、宝安区                         | 普速线路 |
| 10号线   | 福保南     | 福田口岸 | 福田区                                 | 普速线路 |
| 14号线   | 岗厦北     | 香蜜湖西 | 福田区                                 | 市域快线 |
| 17号线   | 上李朗     | 山厦西   | 龙岗区                                 | 普速线路 |
| 18号线   | 盐田路     | 新城南   | 盐田区、龙岗区、龙华区、光明区、宝安区 | 市域快线 |
| 19号线   | 四联       | 南塘围   | 龙岗区、坪山区                         | 普速线路 |
| 19号线   | 聚龙       | 沙田北   | 坪山区                                 | 普速线路 |
| 20号线   | 世界之窗   | 福保南   | 南山区、福田区                         | 市域快线 |
| 21号线   | 前保       | 吉坑     | 南山区、龙华区、龙岗区                 | 市域快线 |
| 22号线   | 上沙       | 福保南   | 福田区                                 | 市域快线 |
| 23号线   | 大运北     | 葵涌     | 龙岗区、大鹏新区                       | 普速线路 |
| 24号线   | 小南山西   | 东湖公园 | 南山区、福田区、罗湖区                 | 普速线路 |
| 25号线   | 石岩汽车站 | 石龙     | 龙华区                                 | 普速线路 |
| 25号线   | 吉华医院   | 文锦渡   | 龙岗区、罗湖区                         | 普速线路 |
| 26号线   | 机场东     | 公明北   | 宝安区、光明区                         | 普速线路 |
| 27号线   | 前湾公园西 | 雪象南   | 南山区、龙华区                         | 普速线路 |
| 28号线   | 赤湾港     | 桃源居   | 南山区、龙岗区                         | 普速线路 |
| 29号线   | 兴东       | 光侨路   | 宝安区、光明区                         | 普速线路 |
| 30号线   | 凤凰山     | 离岛西   | 宝安区                                 | 普速线路 |
| 31号线   | 五联       | 碧岭     | 龙岗区                                 | 普速线路 |
| 32号线   | 葵涌东     | 坝光     | 大鹏新区                               | 普速线路 |

### 深圳市外路段
除了位于深圳市范围的路段外，深圳市亦与邻近城市共同规划将深圳地铁网络延伸至邻近城市。这些市外路段并不纳入深圳市的轨道交通线网规划中，而是属于他市的轨道交通规划内容，但实际为深圳地铁网络的一部份。不過，现时未有规划将深圳地铁网络与其他地铁网络直通运行。
现时除深圳6号线支线北延线东莞段，深圳11号线北延线东莞段、深圳10号线东延线东莞段和深圳20号线北延线东莞段拟纳入《东莞市城市轨道交通第二期建设规划调整（2022-2030年）》，其余线路暂未被编入建设方案，也未有明确的建设时间表。
| 延伸地区 | 延伸至他市路线 | 他市工程名称      | 他市工程名称     | 规划市外路段             | 長度 （公里） | 车站数 | 列车编组 |
| -------- | -------------- | ----------------- | ---------------- | ------------------------ | ------------- | ------ | -------- |
| 东莞市   | █6号线支线     | 深圳6号线支线     | 北延线（东莞段） | 深莞边界—黄江中心        | 3.54          | 2      | 6B       |
| 东莞市   | █10号线        | 深圳10号线        | 东延线（东莞段） | 深莞边界—凤岗镇—深莞边界 | 8.43          | 3      | 8A       |
| 东莞市   | █11号线        | 深圳11号线        | 北延线（东莞段） | 深莞边界—长安汽车总站    | 1.80          | 1      | 8A       |
| 东莞市   | █13号线        | 东莞轨道交通5号线 | （不詳）         | 深莞边界—松山湖南        | （不詳）      | 1      | 8A       |
| 东莞市   | █20号线        | 深圳20号线        | 北延线（东莞段） | 深莞边界—交椅湾          | （不詳）      | 1      | 8A       |
| 东莞市   | 22号线         | 东莞轨道交通1号线 | 支线二期         | 深莞边界—塘厦中心        | （不詳）      | 3      | 8A       |
| 惠州市   | █14号线        | 深圳14号线        | 惠州段           | 深惠边界—新桥            | 11.00         | 5      | 8A       |
| 惠州市   | █16号线        | 深圳16号线        | 惠州段           | 深惠边界—文旅北          | 6.00          | 3      | 6A       |
| 惠州市   | 深大城际线     | 深大城际线        | 惠州段           | 深惠边界—大亚湾          | 17.77         | 3      | 8D       |
| 惠州市   | 深惠城际线     | 深惠城际线        | 惠州段           | 深惠边界—惠东北          | 82.55         | 8      | 8D／8C   |